# Liste de familles subsistantes d'ancienne bourgeoisie française

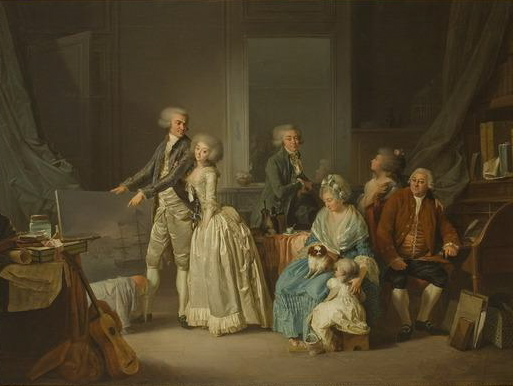
Louis-Léopold Boilly : La Famille Gohin (huile sur toile, 1787), musée des Arts décoratifs (Paris).

La liste de familles subsistantes d'ancienne bourgeoisie française comprend des familles françaises toujours représentées de nos jours et qui, avant la Révolution de 1789, appartenaient sous l'Ancien régime à la bourgeoisie, corps social défini par les historiens comme étant alors un groupe de familles notables membres du troisième ordre : « Dans les sociétés agraires, le terme [bourgeoisie] désigne les habitants d'une cité qui par leur activité non agricole jouissent de privilèges particuliers ». Ces familles occupaient notamment des offices moyens ou supérieurs de magistrature (bourgeoisie judiciaire et administrative, ou bourgeoisie de robe), des offices de finance (bourgeoisie financière), des activités de commerce (bourgeoisie marchande) ou exploitant un patrimoine foncier ou immobilier (bourgeoisie propriétaire),.
On peut également préciser qu'à la bourgeoisie, entendue comme une condition sociale antérieure à la Révolution française, correspond aussi sous l’Ancien Régime un statut juridique donnant à certains citadins des droits distincts de ceux des autres habitants de la cité, appelés « droits de bourgeoisie », et des privilèges divers variables selon les villes. Ces droits de bourgeoisie tendent à disparaître peu à peu aux XVIIe siècle et XVIIIe siècle.
Cette liste ne préjuge pas de l'appartenance ou non de ces familles à la bourgeoisie actuelle.
Cette liste exclut les familles d'ancienne bourgeoisie s'étant agrégées à la noblesse, ayant bénéficié d'un anoblissement ou ayant reçu un titre nobiliaire français, régulier et héréditaire (avant ou après la Révolution française), mais non les familles subsistantes issues d'une branche non anoblie ou non titrée.
Cette liste n'est pas exhaustive car elle ne retient que les familles (ou l'un de ses membres) qui font l'objet d'un article sur Wikipédia.
Les critères d'éligibilité pour figurer sur cette liste figurent ci-dessous.

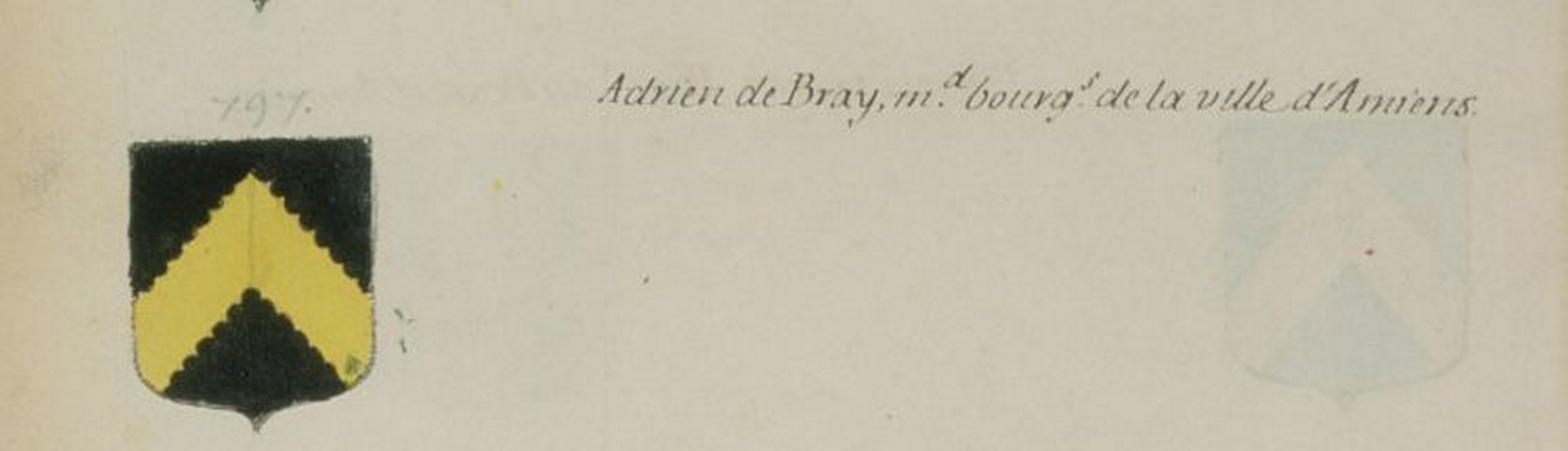
Armes d'Adrien de Bray, marchand bourgeois d'Amiens, dans l'Armorial général de France.

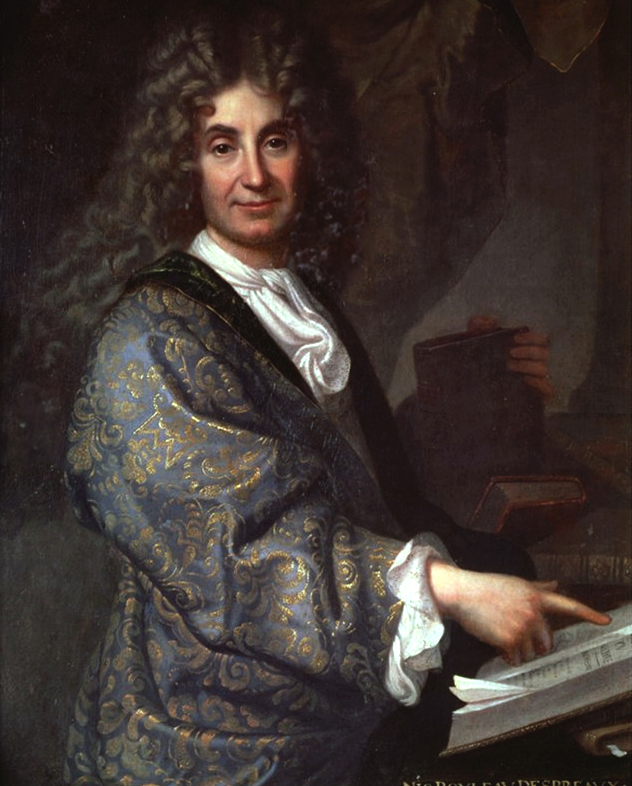
Nicolas Boileau, appartenant à une vieille famille bourgeoise de Paris.

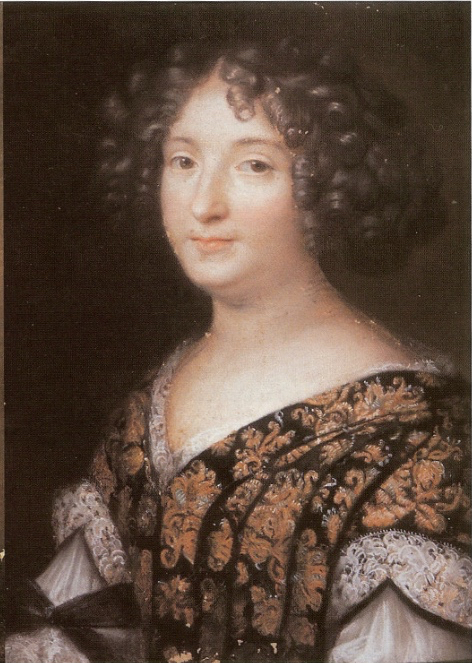
Henriette Sélincart (1644-1680), fille d'un marchand drapier de Paris.

## Liste alphabétique de familles subsistantes
- Haut – A
- B
- C
- D
- E
- F
- G
- H
- I
- J
- K
- L
- M
- N
- O
- P
- Q
- R
- S
- T
- U
- V
- W
- X
- Y
- Z

### A
- d'Abbadie d'Arrast, XVIIIe siècle, Béarn puis Soule[a 1].
- d'Abel de Libran, XVIIe siècle, Provence[a 2].
- Acher de Montgascon (d'), XVIIe siècle, Languedoc.
- Adam de Villiers, XVIe siècle, bourgeois de Vendôme, membre de l'Académie française en 1723, capitaine de vaisseau de la Compagnie des Indes en 1750, Vendômois puis Ile Bourbon[a 3],[6].
- Affre, Affre de Saint-Rome, XVIIIe siècle, avocat au parlement de Toulouse, Rouergue[d 1],[a 4].
- Allouveau de Montréal, XVIIe siècle, Limousin[a 5].
- d'Alteroche, XVIe siècle, Gévaudan[d 2].
- Amidieu du Clos, XVIIIe siècle, Normandie[a 6].
- d'Andoque de Sériège, XVIIe siècle, sieur de Sériège, Languedoc[a 7].
- Andréa de Nerciat, XVIIIe siècle, Bresse[a 8].
- Angibaud de La Morinière, XVIIe siècle, notaire de la baronnie de Commequiers en 1604, Poitou[7].
- d'Anglemont de Tassigny, XVIIe siècle, Lorraine et Champagne[d 3].
- Anglès d'Auriac olim Caffarel, bourgeois d'Optevoz, procureur à la Cour royale de Vienne en 1769, Dauphiné[8].
- Arago, premier consul d'Estagel en 1786, XVIIIe siècle, Roussillon[9].
- Arbellot de Rouffignac, Arbellot de Vacqueur, Arbellot du Repaire, XVIIe siècle, Bellac, Limousin[10].
- d'Arcimoles, XVIIe siècle, Quercy[a 9].
- Ardant, Ardant du Picq, XVIIe siècle, consul de Limoges, Limousin[a 10].
- d'Argoubet, XVIIe siècle, Gascogne[d 4].
- Arnauld d'Andilly, XVIIe siècle, anciennement Arnauld d'Artonne, bourgeois de Combronde, notaires royaux et baillis d'Artonne, seigneurs de Prémoutel dès 1612, Auvergne[a 11],[11].
- d'Arribehaude, XVIe siècle, notaire royal, Albret[d 5],[d 6],[a 12].
- Auboyneau, XVIe siècle, bourgeois, négociants et consuls de La Rochelle, Aunis[12],[13].
- Aubry, XVIIIe siècle, bourgeois de Mirecourt, Lorraine[a 13],[14].
- Audouin-Dubreuil, XVIIIe siècle, négociants en cognac dès 1788 à Beauvais-sur-Matha et Saint-Jean-d'Angély, Angoumois[15],[16].
- Aussedat, XVIIIe siècle, maîtres papetiers dès 1785 à Leysse puis Cran-Gevrier, Savoie[17],[18].
- d'Avezac de Castera, d'Avezac de Moran, XVIIe siècle, Bigorre[d 7].
- Azéma, XVIIIe siècle, Ile Bourbon[19],[20][source insuffisante].

- Haut – A
- B
- C
- D
- E
- F
- G
- H
- I
- J
- K
- L
- M
- N
- O
- P
- Q
- R
- S
- T
- U
- V
- W
- X
- Y
- Z

### B
- Babin-Chevaye, XVIIIe siècle, négociant en drap à Nantes, Bretagne[a 14],[21].
- Babinet, XVIe siècle, notaires, magistrats et échevins de Poitiers, Poitou[22],[a 15].
- Bacot, XVIe siècle, marchands de Tours, Touraine[23].
- Badin des Cartiers et de Montjoye, XVIIe siècle, notaire royal et procureur fiscal de Châtel-Censoir, Champagne[24],[a 16],[25],[26].
- Baduel d'Oustrac, XVIIIe siècle, bourgeois de Laguiole, Rouergue[a 17],[d 8].
- de Baecque, XVIIIe siècle, Flandre[d 8].
- Baguenier Desormeaux, XVIIIe siècle, marchands, maîtres chirurgiens dès 1780, Maine puis Anjou[a 18],[27].
- Balladur, XVIIIe siècle, négociants levantins à Smyrne dès 1737, barataires et sujets de France dès 1782, reconnus français par Selim III en 1794, Perse, Empire Ottoman puis Provence[28],[29].
- de Bailliencourt dit Courcol, XVIe siècle, échevin d'Arras, Artois[30].
- Balaÿ, XVIIIe siècle, fabricant passementier dès 1788, puis négociants en rubans et banquiers à Saint-Etienne, Forez[31],[32],[33].
- Ballande,  XVIIe siècle, papetiers et maîtres de forges à Cuzorn, négociants et armateurs à Bordeaux au XIXe siècle, de noblesse pontificale depuis 1913, Périgord, Guyenne et Nouvelle-Calédonie[34],[35],[36],[37],[38].
- Balguerie, XVIIIe siècle, armateurs et banquiers, Bordeaux et Sète[39].
- Balsan, XVIe siècle, syndics de Lagamas dès 1597, premiers consuls de La Garrigue dès 1732, manufacturiers textiles au XIXe siècle à Châteauroux, Languedoc[40],[41],[42],[43].
- Barazer de Lannurien, XVIIe siècle, Morlaix, Bretagne[44].
- Barbet, XVIIe siècle, fermiers, fabricants et marchands merciers, manufacturiers en textile à Déville dès 1784, Normandie puis Ile-de-France[a 19],[45],[46],[47].
- Barbier Saint-Hilaire, XVIIIe siècle, procureur au Châtelet, Paris[48].
- Barbou des Courières et Barbou des Places, XVIe siècle, imprimeurs à Limoges, Lyon et Paris, Limousin[49].
- Bardi de Fourtou, XVIIIe siècle, magistrats et avocats à Ribérac, Périgord[50],[d 9].
- Barre, XVIIIe siècle, marchands drapiers à Besayes, établis au XIXe siècle à Saint-Denis-de-la-Réunion, Valentinois[51].
- Barré de Saint-Venant, XVIIIe siècle, Poitou[52].
- Barrois, XVIIe siècle, négociants et manufacturiers, bourgeois d'Arras dès 1687 puis de Lille dès 1726, Artois puis Flandre[53].
- Barton, XVIIIe siècle, négociants à Bordeaux dès 1725, Irlande et Guyenne[54],[55],[56].
- de Bascher, XVIIIe siècle, Nantes, Bretagne[d 10].
- Baudoult et Boudoux d'Hautefeuille, XVIIe siècle, bourgeois de Corbie en 1615, Picardie[57].
- de Bayser, XVIIIe siècle, bourgeois de Lille, Flandre[58].
- Bazin, René-Bazin, et René-Bazin de Jouy, XVIIe siècle, contrôleur des fermes du roi à Vihiers, Anjou[d 11].
- Bazin de Jessey, XVIIe siècle, Normandie, Bretagne[59].
- Beau, XVIIIe siècle, Guyenne, Bretagne[44].
- Beau, Beau de Kerguern et -de Loménie, XVIIIe siècle, Tonnerrois, Bourgogne[60],[61].
- Beaussant, XVIIIe siècle, receveur aux aides pour la ville de Châteauneuf, Angoumois[62].
- Becq de Fouquières, XVIIIe siècle, bourgeois et marchands de Péronne, Picardie[63],[d 12].
- Bédier, Bédier de Prairie et Bédier Dumanoir, XVIIIe siècle, chirurgien militaire en 1746, conseiller assesseur au Conseil supérieur des Indes en 1774, Bretagne puis Île Bourbon[64].
- Beguin-Billecocq, XVIIe siècle, greffier de la prévôté royale de Baigneux-les-Juifs en 1609, Bourgogne[65].
- Begoügne de Juniac, XVIIe siècle, marchands et bourgeois de Limoges, Limousin[66].
- Beigbeder, XVIIe siècle, notaire royal à Bielle vers 1650, Béarn[67],[68].
- Beligné, XVIIIe siècle, couteliers du Roi, Langres[69],[70].
- de Bellaigue de Bughas, XVIIe siècle, Auvergne[71].
- Bellier de Villentroy, XVIIe siècle, bourgeois de Tonnerre, marchand de bois et échevin de Paris en 1704, gouverneur de l'Île Bourbon en 1767, Bourgogne puis Île Bourbon[72],[73].
- Bellot des Minières, XVIIIe siècle, Limousin[d 13].
- Benoît d'Entrevaux, XVIIIe siècle, Vivarais[d 14].
- de Bérard, XVIe siècle, Provence[74],[d 7].
- Berlier de Vauplane, XVIe siècle, Provence[75].
- Bernard et Bernard de Meurin, XVIIe siècle, bourgeois de Lille, Flandre[d 15],[76].
- Berger de La Villardière, XVIIIe siècle, Dauphiné[77].
- de Berny, XVIIe siècle, Picardie[78].
- de Berranger, XVIIe siècle, Bretagne[44].
- Bertaud du Chazaud, XVIIe siècle, Périgord[79].
- Bertin de La Hautière, XVIIe siècle, Bretagne[44].
- Bertran de Balanda, XVIIIe siècle, Roussillon[80].
- Bertrand de Beauvoir, XVIIe siècle, maîtres de forges, marchands et fondeurs de fer à La Chaume, Bourgogne[81],[82],[83].
- Bertrand-Raynaud de Lage, XVIIe siècle, bourgeois de Juillac, Limousin[84].
- Bès de Berc, XVIIIe siècle, Gévaudan[85].
- Besse de Laromiguière, XVIIe siècle, Quercy[d 16].
- Bidard de la Noë, XVIIe siècle, Bretagne[86].
- Bied-Charreton, XVIIIe siècle, négociant à Lyon, Lyonnais[87].
- Bigo-Danel, XVIIe siècle, chirurgiens et bourgeois de Lille, Flandre[88].
- (de) Bigorie, XVIe siècle, notaires et hommes de lois à Lubersac, Limousin[89].
- Billecart, XVIe siècle, conseiller du roi à Châlons, Champagne[réf. nécessaire].
- Billette de Villemeur, XVIIe siècle, Bretagne[90].
- Bizot, XVIe siècle, consul de Cruis, avocat au Parlement, Provence[91].
- Blaudin de Thé, XVIIIe siècle, Nivernais[92].
- de Blic, XVIIe siècle, Normandie puis Bourgogne[93].
- Blin, XVIIe siècle, bourgeois d'Arras, Artois[réf. nécessaire].
- Boisse de Black, XVIIe siècle, Rouergue[79].
- de Boissonneaux de Chevigny, XVIe siècle, Lorraine[79].
- Bonnaffé, XVIe siècle, consul de Lacaune, armateur à Bordeaux au XVIIIe siècle, Languedoc, Guyenne[94].
- Bonnasse, XVIe siècle, bourgeois du Beausset, Provence[95].
- de Bonnecorse-Lubières, XVIIe siècle, Provence[79].
- Bonnet de Paillerets, XVIIIe siècle, Gévaudan[96].
- Bordeaux, XVIe siècle, bourgeois de Lacourt, marchands et fournisseurs de chevaux pour l'Armée royale au XVIIIe siècle, chirurgien en 1781, Couserans[97],[98].
- Bordeaux-Montrieux, XVIIe siècle, maîtres tanneurs à Lisieux dès 1620, filateurs au XIXe siècle, Normandie[99].
- Bordes, XVIIe siècle, procureur du roi à Puymirol, Armagnac[100].
- Boreau de Roincé, XVIIe siècle, Maine[79].
- des Boscs, XVIIIe siècle, notaire en Vivarais[101].
- de Boüard de Laforest, XVIe siècle, bourgeois et jurat de Bordeaux en 1564, Guyenne[102],[103].
- Boué de Lapeyrère, XVIIe siècle, Gascogne[104].
- Bougrain-Dubourg, XVIe siècle, Maine[105].
- Bouhier de L'Écluse, XVIIe siècle, Poitou[d 17].
- Boullier de Branche, XVIIe siècle, Maine[d 18].
- Bourayne, XVIIe siècle, premier échevin de Chartres en 1702, une branche anoblie en 1811, Pays Chartrain, Bretagne puis Île Bourbon[106],[107],[108].
- de Bourboulon, XVIIe siècle, marchand à Montbrison, Forez[d 19].
- Bourdeau de Fontenay, XVIIe siècle, Berry[109].
- de Bourdoncle de Saint-Salvy, XVIIe siècle, Lautrec, Castres, Languedoc[110].
- Bourée de Poncey, XVe siècle, Bourgogne[111],[112].
- Bourel de La Roncière et Bourel de La Touche, XVIIe siècle, Bretagne[44].
- de Bourgues, XVIe siècle, Bretagne[113],[d 20].
- Bourguignon d'Herbigny, XVIIIe siècle, Picardie[114],[115].
- Boutet de Monvel, XVIIIe siècle, directeur des menus plaisirs de Stanislas Leszczynski, sociétaire de la Comédie-Française, bourgeois de Paris en 1779, Lorraine[116].
- de Bouteville, XVIe siècle, magistrats, avocats en parlement et maïeurs de Péronne, Picardie[117],[118].
- Boutillier du Retail et Boutillier de Saint-André XVIe siècle, fermier de la seigneurie de Beaupréau en 1598, fermiers généraux, notaires et sénéchaux seigneuriaux aux XVIIe et XVIIIe siècles, Poitou[119],[120].
- Bouvet de La Maisonneuve, XVIIIe siècle, Bretagne[44].
- de Bovis, XVIIe siècle, viguiers et consuls de Lorgues, Provence[121].
- Boyer de Latour du Moulin, XVIIIe siècle, négociants à Marjevols, Gévaudan[d 21].
- de Boysson, XVIIe siècle, Périgord et Quercy[122].
- de Bredenbec de Châteaubriant, XVIIe siècle, Anjou[123],[124],[d 22].
- Brejon de Lavergnée, XVIIIe siècle, Saintonge[125].
- Bretin, XVIe siècle, Bourgogne[réf. nécessaire].
- Brillat-Savarin, XVe siècle, Bugey[126].
- Brillaud de Laujardière, XVIIe siècle, receveur fiscal, notaire (Nantes), Bretagne[127].
- Bruneau de La Salle, XVIIe siècle, Bretagne[44].
- Bruté de Rémur, XVIIIe siècle, Paris[128],[129].
- Budan de Russé, XVIIe siècle, Anjou[130].
- Buhot de Launay et de Kersers, XVIIIe siècle, Bretagne[131],[132].
- Bujon de l'Estang, XVIIe siècle, Berry[d 23].
- Buot de l'Épine, XVIIIe siècle, Normandie[d 24].
- Bureau, XVIe siècle, maître de la monnaie de Nantes en 1599, Bretagne[133].
- Burin des Roziers, XVIIIe siècle, Auvergne[134].
- Burot de Carcouët, XVIIe siècle, Bretagne[44].

- Haut – A
- B
- C
- D
- E
- F
- G
- H
- I
- J
- K
- L
- M
- N
- O
- P
- Q
- R
- S
- T
- U
- V
- W
- X
- Y
- Z

### C
- Caffarel, XVIIe siècle, bourgeois d'Optevoz, procureur à la Cour royale de Vienne en 1769, Dauphiné[135].
- Caillaux , XVIIIe siècle, notaire royal et prévôt de Sancheville dès 1781, Pays Chartrain[136].
- Calvet, XVIIIe siècle, maître chirurgien à Lyon en 1787, Lyonnais puis Guyenne[137],[138].
- de Cagny, XVIIIe siècle, bourgeois de Paris, Ile-de-France[139],[140],[141].
- Calley Saint-Paul de Sinçay, XVIIIe siècle, Bretagne[44].
- Callies, XVIIIe siècle, notaires ducaux à Marlens et Annecy, Savoie[142].
- Calloc'h de Kerillis, XVIIIe siècle, Bretagne[44].
- de Cambiaire, XVIIe siècle, sieurs de Molières, Albigeois[143].
- Cambon, XVIIe siècle, procureur au présidial de Montpellier en 1699, négociants et manufacturiers au XVIIIe siècle, Languedoc[144],[145].
- de Carbuccia, XVIe siècle, Corse[d 25].
- Carnot, XVe siècle, marchand à Épertully et notaire à Nolay, Bourgogne.
- Caroillon de Villecourt, XVIIIe siècle, Champagne Ile Bourbon[d 26],[146].
- de Casamajor, jurats et maires de Sauveterre-de-Béarn, XVe siècle, Béarn[147],[148].
- de Cassan-Floyrac, XVIIe siècle, Rouergue[149].
- Castillon du Perron, XVIIIe siècle, Touraine[150].
- Caudron de Coquereaumont, XVIIe siècle, marchands chapeliers et bourgeois de Rouen, seigneurs de Coqueréaumont dès 1763, Normandie[151],[152].
- de Caunes, XVIIe siècle, Languedoc[153].
- Cavrois, XVIIe siècle, fermiers et lieutenants de Saternault, filateurs au XIXe siècle, Artois[154],[155].
- Cazalis et Cazalis de Fondouce, XVIe siècle, consul de Villemagne en 1575, Languedoc[156],[157].
- de Cazotte, XVIe siècle, Bourgogne[d 27].
- Cesbron, XVIe siècle, procureurs du Roi à Jallais, Anjou[158],[159].
- Chabalier et de Chabalier, XVIIe siècle, sieur de Puylaurent, consul de Villefort, Languedoc[c 1].
- de Chaisemartin, XVIIIe siècle, Limousin[d 28].
- du Chalard, XVIe siècle, Limousin[160].
- Challemel du Rozier, XVe siècle, Magny-le-Désert, Normandie.
- Champagne de Labriolle, XVIIIe siècle, Semur en Auxois, Bourgogne[161].
- Champetier de Ribes et Champetier de Ribes-Christofle, XVIIIe siècle, notaire royal et avocat en Parlement à Uzès, Languedoc[162],[163].
- Chanoine, XVIIIe siècle, négociants en vins à Epernay en 1730, Champagne[164].
- Chanu de Limur, XVIe siècle, Pays de Guérande[165],[166].
- Chaperon, XVIIe siècle, jurats et maires de Libourne, procureurs du Roi, Guyenne[167],[168].
- Charlet du Rieu, XVIIe siècle, Rouergue[169].
- Charpentier du Moriez, XVIIe siècle, Bretagne[170].
- Chasseloup de Chatillon, XVIIe siècle, Poitou[d 29].
- de Chastenet et Dechastenet, XVIe siècle, député du Tiers-État aux États généraux de 1614, consuls de Limoges, Limousin[171],[172].
- Chastenet de Castaing, XVIe siècle, clerc de notaire et avocat, Périgord[173].
- de Chastenet d'Esterre, XVIIIe siècle, propriétaire terrien à Saint-Domingue.
- Chastenet de Géry, XVIIe siècle, notaire royal en 1676, Limousin[174].
- Chaudru de Raynal, XVIIe siècle, notaire et consul de Salignac en 1614, Périgord[175].
- Chavane, Chavane de Dalmassy et Chavane de Flacelière, XVIIIe siècle, professeur de droit à l'Université de Pont-à-Mousson en 1756, avocat en parlement en 1779, maîtres de forges au XIXe siècle, Savoie puis Lorraine[176],[177],[178].
- Chéguillaume, XVIIIe siècle, marchands tanneurs à Ancenis et Vertou, Bretagne[179],[180].
- Chéron, XVIIIe siècle, Paris.
- Chevillotte, XVIIIe siècle, Bourgogne, Bretagne[181],[182].
- Chodron de Courcel, XVIIe siècle, Lorraine[183].
- Chombart de Lauwe, XVIIIe siècle, échevin d'Illies, député du Tiers au baillage de Lille en 1789, Flandre[184].
- Chomel, Chomel de Jarnieu, Chomel de Varagnes, XVIIe siècle, Vivarais[185].
- Choppin Haudry de Janvry, XVIe siècle, Bourgogne, Paris[186].
- Cibot, XVIe siècle, avocat du roi, seigneur du Rieu, consul de Limoges, Limousin[187].
- Cisternes de Vinzelles (de), XVIIe siècle, Auvergne[188].
- Claret de La Touche, XVIIIe siècle, Bretagne[44].
- Cleenewerck de Crayencour et Cleenewerck, XVIIe siècle, greffier de la ville de Hazebrouck en 1696, Flandre[189].
- Clemenceau, XVIe siècle, seigneurs de la Morinière dès 1549, procureur fiscal, Poitou[190],[191].
- Clémenceau, sieurs de la Gaultraie, procureur au parlement de Rennes et échevin de Nantes, Bretagne[réf. nécessaire].
- Cléret de Langavant, XVIIe siècle, Pontorson (Normandie)[192],[d 30],[193].
- Clicquot de Mentque, XVIe siècle, marchands tonneliers, négociants en vins et bourgois de Reims, facteurs d'orgues à Paris aux XVIIe et XVIIIe siècles, Champagne[194],[195],[196].
- de Closets, olim Pierre de Closets, XVIIIe siècle, Normandie, Champagne et Indes françaises[d 31].
- Clouët des Pesruches, XVIIIe siècle, Thymerais[d 31].
- Cointreau, maître des eaux et forêts de Baugé, receveur des finances à Limoges, XVIIe siècle, Anjou[197].
- Collas de Chatelperron, XVIIe siècle, marchands et fermiers seigneuriaux à Besson, Bourbonnais[198],[199].
- Colmet de Santerre et Colmet-Daâge, XVIIIe siècle, procureurs et avocats au Parlement de Paris, Normandie puis Ile-de-France[200].
- Colrat de Montrozier, XVIIIe siècle, Haute-Auvergne[d 32].
- de Coninck, XIIIe siècle, marchands, bourgeois et échevins de Bruxelles, bourgeois de Rouen au XVIIe siècle pour la branche française puis négociants et armateurs, Flandre[201],[202].
- Coquelin de L'Isle, XVIIIe siècle, Bretagne[44].
- Corbin de Grandchamp et Corbin de Mangoux, XVIIe siècle, Berry[203].
- Cottin, XVIe siècle, Paris.
- Coudé du Foresto, XVIIe siècle, conseiller au présidial de Vannes en 1669, négociants à Auray au XVIIIe siècle, Bretagne[44],[d 33].
- du Couëdic de Kerérant, XVIIIe siècle, Bretagne[44].
- Couëtoux et Couëtoux du Tertre, XIVe siècle, sénéchal à Saint-Étienne-de-Montluc, Bretagne[44].
- Courau, maître de forges au XVIIe siècle, constructeur de navires au XVIIIe siècle, Aquitaine[204],[205].
- Courier de Méré, XVIIIe siècle, Paris et Touraine[a 20],[d 34],[206].
- Courmes, XVe siècle, Grasse, Provence[207],[208].
- Couve de Murville, XVIIIe siècle, Languedoc[d 35].
- du Crest de Villeneuve, XVIe siècle, Bretagne[44].
- Creuzé, XVIIe siècle, Poitou[a 21].
- Crouan, XVIIIe siècle, Nantes, Bretagne[209].
- de Crouy-Chanel, XVIIe siècle, Dauphiné[a 22].

- Haut – A
- B
- C
- D
- E
- F
- G
- H
- I
- J
- K
- L
- M
- N
- O
- P
- Q
- R
- S
- T
- U
- V
- W
- X
- Y
- Z

### D
- Dalamel de Bournet, XVe siècle, notaire royal, avocat au parlement de Toulouse, Sanilhac, Vivarais[210].
- Dalmas de Lapérouse, XVIe siècle, docteur ès loi vers 1580, avocats et consuls de Villefranche-de-Rouergue au XVIIIe siècle, Rouergue[211].
- Danguy des Déserts, XVIIe siècle, notaire royal à Quimper, avocat au parlement de Bretagne, Bretagne[212].
- Daniel de Lasgasnerie, XVIIe siècle, notaire royal à Saint-Léonard-de-Noblat, Limousin[213].
- Dansette, XVIIe siècle, censiers, baillis seigneuriaux et échevins d'Halluin, filateurs et manufacturiers au XIXe siècle, Flandre[214].
- Darcet, olim d'Arcet, XVIIe siècle, notaire et juge royal à Doazit, lieutenant général du baillage de Gascogne, avocat en Parlement, professeur au Collège de France en 1774, Gascogne[215],[216],[217].
- Darcy, olim d'Arcy, XVIIe siècle, notaires royaux à Épinac, Nolay et Igornay, Bourgogne[218].
- Darricau, XVIIe siècle, juge royal, maître de poste, Gascogne[219].
- Dartige du Fournet, XVIIe siècle, maître de poste, Felletin, Limousin[d 36].
- Dauchez, XVIIe siècle, bourgeois et échevin d'Arras, avocat au Conseil d'Artois, Artois[d 37].
- Degouve de Nuncques, XVIIe siècle, avocat au Conseil d'Artois à Arras, Artois[d 38].
- Delamain, XVIIIe siècle, négociants en vins de Cognac, Angoumois[220].
- Delaroche-Vernet, olim de la Roche, XVIIIe siècle, marchands et bourgeois, Paris, Ile-de-France.
- Delesalle, XVIIe siècle, bourgeois de Lille en 1781, Flandre[221],[222].
- Deloche de Noyelle, XVIIIe siècle, marchand limonadier à Paris, Île-de-France[223].
- Deloncle, XVIIIe siècle, bourgeois de Saint-Vincent-Rive-d'Olt, juges et avocats au Parlement de Toulouse, Quercy[224],[225].
- Delpech de Frayssinet, XVIIe siècle, notaire royal, avocat au parlement de Toulouse, conseiller du roi (Sauveterre-de-Rouergue), Rouergue[226].
- Delpon de Vissec, XVIIIe siècle, négociant à Clermont-l'Hérault, Languedoc[d 39].
- Denavit, XVIIe siècle, Lyonnais[227],[228].
- Denis de Rivoyre, XVIIIe siècle, avocat au parlement de Dijon, Bourgogne[d 40].
- Denoix de Saint Marc, XVIIIe siècle, maître chirurgien à Campsegret, Périgord[229].
- Denormandie, procureur au Châtelet de Paris en 1784, avocat au parlement de Paris, Paris, Île-de-France[a 23].
- Descamps, XVIIe siècle, bourgeois de Lille, Flandres[230].
- Deschamps de Pas, XVIIIe siècle, avocat au parlement d'Arras, échevin de Saint-Omer, Artois[d 41].
- Desjobert, XVIIe siècle, notaire royal (1670) à Culan, Berry[d 42].
- Desjoyeaux, XVIIe siècle, notaire royal, L'Étrat, Forez[231].
- Despret de La Marlière[232], XVIe siècle, maîtres de forges dès 1512 à Anor et à Chimay, Hainaut[233].
- Destanne de Bernis, XVIe siècle, notaire royal, avocat au parlement de Paris, conseiller du roi, Marcolès, Auvergne[d 43].
- Destremau, XVIe siècle, notaire royal et consul (Le Houga), Bas-Armagnac[234].
- Détroyat, XVIIIe siècle, marchand drapier à Bayonne, Béarn[d 44].
- Deville de Périère, Sainte-Claire Deville, XVIIe siècle, Guyenne[235],[236].
- Didot, Firmin-Didot, XVIIe siècle, libraires, imprimeurs et éditeurs à Paris, syndic des libraires et imprimeurs parisiens en 1753, Lorraine puis Île-de-France[237],[238],[239].
- Dimier de La Brunetière, XVIIIe siècle, notaire royal, avocat au parlement de Paris, Ile-de-France[240].
- Dollfus, XVIe siècle, négociants, bourgmestres et bourgeois de Mulhouse, Alsace[241].
- Donnedieu de Vabres, XVIIIe siècle, capitaine d'infanterie, Languedoc[d 45].
- Dor de Lastours, XVIe siècle, notaire royal à Saint-Pons-de-Thomières, Languedoc[242].
- Dubern, XVIIIe siècle, négociant, Nantes, Bretagne (originaire d'Arsacq, Béarn)[243],[244].
- Dubigeon, XVIIIe siècle, armateur-constructeur à Nantes, Bretagne[245].
- Dubois de Crancé, Dubois de Fresnoy, Dubois de Gennes, Dubois de Saran, XVIe siècle, trésorier général de France, capitaine de cavalerie, conseiller du roi, Châlons-en-Champagne, Champagne[246],[247],[248].
- Dubois de La Sablonnière, XVIIIe siècle, avocat au parlement de Paris, receveur au grenier à sel, conseiller du roi, Villequiers, Berry[d 46].
- Dubosc de Pesquidoux, XVIIIe siècle, avocat au parlement de Toulouse, Le Houga, Bas-Armagnac.
- Duboys de la Vigerie, XVIIIe siècle, gendarme de la garde, Paris, Île-de-France.
- Duché de Bricourt, XVIIe siècle, procureur fiscal à Chantenay-Saint-Imbert, Nivernais[d 47].
- Duchemin de Vaubernier, XVIe siècle, châtelain de Laval en 1557, Maine[249].
- de Dufau, de Dufau de Maluquer, XVIIe siècle, procureur au parlement de Navarre, Béarn et Languedoc[250].
- Dufaure de Lajarte, XVIIe siècle, avocat au parlement de Bordeaux, conseiller du roi, Périgord[251].
- Duflos de Saint-Amand, XVIIe siècle, notaire royal à Coucy-le-Château-Auffrique, Picardie[d 48].
- Dugé de Bernonville, XVIIIe siècle, lieutenant des dragons, Saint-Martin-de-Ré, Aunis[190].
- Duhesme, XVIIIe siècle, notaire royal à Bourgneuf-Val-d'Or, Bourgogne[252].
- Dumas, XVIIe siècle, pasteur à Loriol puis négociants à Hambourg, Valentinois[253],[254].
- Dumas de Champvallier, Dumas de Grouges, XVIIIe siècle, avocat au parlement de Bordeaux, notaire royal à Champagne-Mouton, Angoumois[255].
- Dumont-Saint-Priest, XVIIe siècle, procureur fiscal à Eymoutiers, Limousin[256].
- Dumouchel de Prémare, XVIIe siècle, garde du corps du roi, Gaillefontaine, Normandie[257].
- Dupré La Tour, XVIIe siècle, procureur au présidial de Valence, Lyonnais[258].
- Durand de Corbiac, XVIIIe siècle, négociant et bourgeois de Bergerac, Périgord[259],[d 49].
- Durand de Grossouvre, XVIIe siècle, notaire royal, maître des forges à Grossouvre, Berry[260].
- Durand de La Villejégu du Fresnay, XVIIIe siècle, négociants à Saint-Pierre, Bretagne puis Martinique[44],[d 49].
- Durand-Ruel, XVIIIe siècle, propriétaire-marchand d'art, Solers, Île-de-France[261].
- Durandy, XVIIIe siècle, consuls-maires de Guillaumes, Alpes Maritimes[262][réf. nécessaire].
- Durant de La Pastellière, XVIIe siècle, maires de Bressuire, avocats, Poitou[263],[d 50].
- Dutey-Harispe, XVIIIe siècle, maîtres chirurgiens à Labenne, Gascogne[264],[265],[266].

- Haut – A
- B
- C
- D
- E
- F
- G
- H
- I
- J
- K
- L
- M
- N
- O
- P
- Q
- R
- S
- T
- U
- V
- W
- X
- Y
- Z

### E
- Engelmann, XVIe siècle, bourgeois et marchands drapiers à Strasbourg puis Mulhouse, bourgmestres de Mulhouse en 1636-1655 et 1690-1719, Alsace[267],[268],[269],[270].
- Éon du Val et Éon Duval, XVIIe siècle, notaire royal à Lassy, chirurgiens puis maîtres en pharmacie au XVIIIe siècle, Bretagne[271].
- Ernoul de La Chenelière, Ernoul de La Provôté, XVIIe siècle, notaire royal et procureur fiscal à Moisdon-la-Rivière, Bretagne[272].
- Éthis de Corny, XVIIe siècle, procureur au parlement de Metz, Saint-Laurent-Rochefort, Forez et Lorraine[réf. nécessaire].
- Eynaud de Faÿ, XVIIe siècle, procureur, notaire royal, avocat au parlement d'Aix, Provence[273],[274].

- Haut – A
- B
- C
- D
- E
- F
- G
- H
- I
- J
- K
- L
- M
- N
- O
- P
- Q
- R
- S
- T
- U
- V
- W
- X
- Y
- Z

### F
- Fabre, Fabre-Luce, Cyprien-Fabre, Fabre-Falret, XVIIe siècle, capitaines de navire à La Ciotat, Provence[275].
- de Faget de Casteljau, XVIe siècle, Vivarais[a 24].
- Faivre d'Arcier, XVIIIe siècle, bourgeois de Besançon, Franche-Comté[276],[d 51].
- Fanneau de La Horie, XVIIIe siècle, Normandie[277],[d 52].
- de Faucamberge (ou Defaucamberge), XVe siècle, hommes de loi à Beaune-en-Gâtinais, médecins et officiers, Orléanais.
- Fauconneau Dufresne, XVIe siècle, fermier de la seigneurie de Romefort, Berry[278].
- Faure, XVIIIe siècle, marchands à Jonzac puis négociants et armateurs à Bordeaux, Saintonge puis Guyenne[279],[280].
- Faurichon de La Bardonnie, XVIIe siècle, Périgord[281].
- Febvrel, XVIe siècle, magistrats et bourgeois de Saint-Dié, Lorraine[282].
- Ferrière, XVIIIe siècle, bourgeois de Bordeaux, Guyenne[283].
- de Ferrière Le Vayer, XVIIIe siècle, Anjou[d 53].
- Feugère des Forts, XVIIIe siècle, Lyonnais, Beauce[d 54].
- de Feuilhade de Chauvin, XVIIe siècle, premier jurat et maire de Libourne, Guyenne[d 54].
- Flandin, XVIIIe siècle, docteurs en médecine et marchands de bois à Lormes, Nivernais[284],[285],[286],[287].
- Florin, XVIIIe siècle, négociants et manufacturiers à Roubaix, Flandre[288].
- de Fontaine, de Fontaine Maillard de La Gournerie, XVIIe siècle, seigneur du Chaillou en 1653, écuyer d'écurie du Prince de Condé en 1686, Poitou[289],[290].
- de Font-Réaulx, XVIIe siècle, maître-chirurgien à Confolens, Limousin[d 55].
- Forgeot et Forgeot d'Arc, XVIIIe siècle, marchand grainetier et bourgeois de Paris, Ile-de-France[291].
- Foriel-Destezet, XVIIIe siècle, bourgeois de Pailharès, avocat en parlement, Vivarais[292].
- Forissier, XVIIe siècle, Forez[N 1].
- Forquenot de La Fortelle, XVIIe siècle, maître de forges à Septfontaines-en-Bassigny vers 1730, valet de la chambre des rois Louis XV et Louis XVI, Champagne[293].
- Fougeron, XVIIIe siècle, conseiller du roi au châtelet d'Orléans, Beauce.
- Fould, XVIIIe siècle, banquiers à Metz, Lorraine[réf. nécessaire].
- Fouques-Duparc, XVIIIe siècle, bourgeois de Lisieux, valet de la Chambre des Rois Louis XV et Louis XVI à la Cour de Versailles, Normandie puis Ile-de-France[294].
- Fouquier d'Hérouël (la branche Fouquier-Tinville est éteinte), XVIIe siècle, Picardie.
- Fraboulet de Kerléadec, XVIIe siècle, bourgeois de Pontivy, en voie d'extinction féminine, Bretagne[295].
- Frain de La Gaulayrie, XVIIe siècle, Bretagne[44].
- Franchet et Franchet d'Espérey, XVIIe siècle, notaires royaux de Montbrison dès 1676, Forez[296].
- Franquet de Franqueville, XVIIIe siècle, Normandie[d 56].
- de Fremond de La Merveillère, XVIe siècle, Poitou[190].
- Frémy, XVIIIe siècle, bourgeois d'Auxerre vers 1700, Bourgogne[d 57].
- Frerejean, XVIe siècle, Lyon[297],[298].
- Fressanges du Bost, XVIIIe siècle, Limousin.
- Fressinaud, XVIe siècle, bourgeois de Limoges, Limousin[299].
- Fyot, XVIIe siècle, Dijon, Bourgogne[300],[301],[302].

- Haut – A
- B
- C
- D
- E
- F
- G
- H
- I
- J
- K
- L
- M
- N
- O
- P
- Q
- R
- S
- T
- U
- V
- W
- X
- Y
- Z

### G
- Gaignault, XVIe siècle, chirurgiens et bourgeois d'Issoudun, Berry[303],[304].
- Gaigneron Jollimon de Marolles, XVIIe siècle, Touraine, Martinique[d 58].
- Gailly de Taurines, XVIIIe siècle, bourgeois de Charleville, Champagne[d 59].
- Gallet de Santerre, XVIIe siècle, marchands potiers d'étain et bourgeois de Paris, banquier et maire d'Aubervilliers sous Louis XV, avocat en parlement sous Louis XVI, Ile-de-France[305].
- Gallimard, XVIIIe siècle, procureur et échevin à Saint-Florentin (Yonne), éditeurs à Paris.
- Galouzeau de Villepin, XVIIIe siècle, Bourgogne, Lorraine[306],[307].
- Gardey de Soos, XVIIe siècle, maire de Rabastens-de-Bigorre en 1693, Gascogne[a 25].
- Garesché, XVIIIe siècle, négociants et armateurs à La Rochelle, Saintonge[308],[309].
- Garreau de Labarre, XVIe siècle, Anjou[310].
- Gaudart et Gaudart de Soulages, XVIIe siècle, bourgeois de Paris, agent de la Compagnie des Indes en 1762, armateur dès 1775, Nivernais, Paris, Indes françaises[311],[312].
- de Gaulle, XVIIIe siècle, procureur au Châtelet de Paris en 1752, Champagne puis Île-de-France[313],[314],[315],[316].
- Gaultier de Kermoal, XVIIIe siècle, subdélégué de l'Intendance de Bretagne, bourgeois de Pontrieux, Bretagne[317].
- Gay-Lussac, XVIIIe siècle, procureur du Roi à Saint-Léonard-de-Noblat en 1778, Limousin[318].
- Géneau de Lamarlière, XVIIe siècle, marchands, receveurs et baillis seigneuriaux à Boulogne, Wissant et Samer, Boulonnais[319].
- Génébrias de Gouttepagnon, une branche de noblesse pontificale depuis 1896, Marche.
- George de La Massonnais, XVIIe siècle, Maine[d 60].
- des Georges, XVIIe siècle, châtelain de Saint-Jeoire en 1686, Savoie[a 26],[d 60].
- Georges-Picot, XVIIe siècle, notaires royaux à Neuville-aux-Bois, Orléanais[320].
- Germain de Montauzan, XVIe siècle, bourgeois de Lacenas et de Lyon, seigneurs de Montauzan dès 1745, Beaujolais[d 61].
- Gervais de Lafond, XVIe siècle, magistrats et avocats à Loudun, Poitou[190],[321],[322].
- Gicquel des Touches, XVIIe siècle, huissier au Présidial de Rennes, notaire royal à Saint-Malo, Bretagne.
- Gilliot, XVIIIe siècle, procureur du Roi à Benfeld vers 1775, Lorraine puis Alsace[323].
- Ginoux de Fermon et Ginoux Defermon, XVIIe siècle, notaires royaux, maîtres chirurgiens et co-seigneurs de Mollans, conseiller-secrétaire du Roi en 1779, branche subsistante demeurée bourgeoise, Dauphiné[324],[325].
- Girard de Vasson, XVIIe siècle, seigneurs de Vasson dès 1648, officiers au XVIIIe siècle, Berry[326],[d 62].
- Giraudet de Boudemange, XVIe siècle, bourgeois de Bessay, seigneurs des Ségurets dès 1572 et de Boudemange dès 1647, procureurs généraux des eaux et forêts au XVIIIe siècle, Bourbonnais[327],[328].
- Girauld de Nolhac, XVIIe siècle, notaire royal à Saint-Privat-d'Allier en 1681, Velay[d 62].
- Giret, XVIe siècle, Biterrois (Languedoc)[réf. nécessaire].
- Giscard d'Estaing, XVIIe siècle, marchands à Marvejols, Auvergne.
- Gobilliard, XVIIe siècle, Orléanais.
- Godet, XVIe siècle, négociants à La Rochelle, Aunis.
- Gohin, XVIIIe siècle, négociants, fabricants et armateurs dès 1751 à Paris et à l'Île de France, Normandie, Ile-de-France et Mascareignes[329].
- Gontier de Biran et Maine Gontier de Biran, XVe siècle, bourgeois et maires perpétuels de Bergerac, Périgord[330].
- Goranflaux de La Giraudière, XVIIIe siècle, marchands tissiers à Argentré, notaire du comté-pairie de Laval en 1786, Maine[331].
- de Gorostarzu, XVIIe siècle, juge d'Espelette, négociants à Saint-Vincent-de-Tyrosse, Navarre[332],[333],[d 63].
- Gosse de Gorre, XVIIIe siècle, avocat au Parlement de Paris, Artois[d 63].
- Goüin, XVIIe siècle, négociants, banquiers dès 1714, Touraine[334].
- de Gouttes, Languedoc.
- de Gouvenain, XVIIe siècle, avocats et bourgeois de Charolles, Bourgogne[d 64].
- Goybet, XVIe siècle, châtelains et notaires ducaux de Centagnieu et de Yenne, Savoie[335].
- Gradis, XVIIe siècle, négociants et armateurs à Bordeaux, Guyenne[336],[337].
- Grasset, XVIe siècle, bourgeois de Montpellier, Languedoc[338].
- Grenier, Grenier-Choriol de Ruère, XVIIe siècle, Auvergne.
- de Greslan, XVIIe siècle, échevin de Nantes en 1756, conseiller au Conseil supérieur de l'Ile Bourbon en 1786, Bretagne, Ile Bourbon puis Nouvelle-Calédonie[339].
- Gros de Beler, XVIIIe siècle, bourgeois et citoyens nobles de Périgueux, Périgord[d 65].
- Guépin, XVIIe siècle, Bretagne.
- Guépratte, XVIe siècle, Lorraine, Bretagne.
- Guérard des Lauriers, XVIIIe siècle, Normandie[d 66].
- Guérin de Vaux, XVIIIe siècle, Île-de-France[d 66].
- Gueydon de Dives, XVIe siècle, Périgord.
- Guibert, olim Guybert, - de La Beausserie, XVIe siècle, Limoges[340].
- Guibourd de Luzinais, XVIIe siècle, Bretagne[44].
- Guilhem de Pothuau, XVIIIe siècle, Bretagne [réf. nécessaire].
- Guillemin de Monplanet, XVIIe siècle, Poitou[190].
- Guillet de La Brosse, XVIIe siècle, secrétaire du roi, Laval, Vitré, Nantes[44].
- Guillier de Chalvron, Nivernais, XVIe siècle, marchands à Moulins-Engilbert, Nivernais[341].
- Guillot de Suduiraut (olim Guillot), XVIIIe siècle, huissier à Versailles, avocat au parlement de Paris, Île-de-France.
- Guillotin de Corson, XVIIe siècle, Bretagne[44].
- Guynot de Boismenu, XVIe siècle, sénéchal de Rennes en 1524, Bretagne[342].
- Guyot d'Asnières de Salins, XVIIIe siècle, Bretagne.

- Haut – A
- B
- C
- D
- E
- F
- G
- H
- I
- J
- K
- L
- M
- N
- O
- P
- Q
- R
- S
- T
- U
- V
- W
- X
- Y
- Z

### H
- Hainguerlot, XVIIIe siècle, notaire royal, procureur fiscal à Caen, Normandie.
- Hallé, XVIIe siècle, directeur de l'Académie de France à Rome, peintre ordinaire du roi, Paris, Île-de-France.
- Halley des Fontaines, XVIIIe siècle, avocat à la Cour en 1739, contrôleur général des finances, domaines et bois de la généralité de Caen en 1776, Normandie[343],[344].
- de Hargues, XVIIe siècle, fermiers seigneuriaux, avocats et assesseurs de justice au siège de Vouvant, Poitou[345],[346],[347].
- Harlé d'Ophove, XVIIIe siècle, notaire royal, Landrethun-lès-Ardres, Artois.
- Harouard de Suarez d'Aulan, XVIIe siècle, Paris[348].
- de Heaulme de Boutsocq, XVIIIe siècle, Ile Bourbon[349][réf. nécessaire].
- Heidsieck, XVIIIe siècle, négociant en drap et vins à Reims dès 1785, Champagne[350].
- de Heinzelin de Braucourt, XVIIe siècle, maître verrier dès 1686 à Aubréville, Lorraine[351].
- Hellouin de Cenival, XVIIIe siècle, conseiller du roi, Argentan, Normandie[d 67].
- Henriot, XVIIe siècle, négociants en draps et vins à Reims, Champagne[352],[353].
- Henriques-Raba, XVIIIe siècle, négociants à Bordeaux dès 1763, Guyenne[354],[355].
- Herbert de La Portbarré, XVIIe siècle, armateurs, capitaines et corsaires, Saint-Malo, Bretagne[356],[d 68].
- Hériard, Hériard-Dubreuilh et Hériard-Dubreuil, XVIIe siècle, Pays Basque, Angoumois[357].
- d'Hertault de Beaufort, XVIIe siècle, capitaine d'infanterie, mousquetaire du roi, Roussillon[d 69].
- Hervé de Beaulieu, XVIe siècle, procureur fiscal, sénéchal à Plessé, Bretagne[358].
- Heulhard de Montigny, XVIIe siècle, notaires royaux, receveur au grenier à sel de Lormes, Bourgogne[d 70].
- Houzé de L'Aulnoit, XVIIe siècle, bourgeois de Lille, avocats au Parlement de Flandre, échevin de Douai en 1753 et 1780, Flandre[359],[360].
- Hubert-Delisle, XVIIIe siècle, capitaine de la milice bourgeoise de Saint-Benoît en 1752, Ile Bourbon[361].
- Hulot de Collart de Sainte-Marthe, XVIIe siècle, marchand à Charleville, Champagne[d 71].
- Hug de Larauze, XVIIe siècle, bourgeois du Bourg en 1696, Quercy[362].
- Huon de Penanster, XVIIIe siècle, notaire royal, Loguivy-lès-Lannion, Bretagne[d 72].
- Huot de Longchamp, Huot de Saint-Albin, XVIIe siècle, marchands et bourgeois de Vitry-le-François, Champagne[363],[364].
- Hussenot-Desenonges, XVIIe siècle, négociant en dentelle à Dombasle-devant-Darney, Lorraine[d 72].
- Huyghues des Étages, Huyguhes-Lacour, Huyghues de Beaufond, Huyghues Despointes, XVIIe siècle, négociants, colons et officiers à la Martinique dès 1679, Hollande, Antilles[365].

- Haut – A
- B
- C
- D
- E
- F
- G
- H
- I
- J
- K
- L
- M
- N
- O
- P
- Q
- R
- S
- T
- U
- V
- W
- X
- Y
- Z

### I
- d'Iribarne, XVIIe siècle, notaire royal à Ossès, Basse-Navarre[réf. nécessaire].
- Isaac et Isaac-Dognin, XVIIIe siècle, marchands ciriers, échevin de Calais en 1745, Picardie[366],[367].

- Haut – A
- B
- C
- D
- E
- F
- G
- H
- I
- J
- K
- L
- M
- N
- O
- P
- Q
- R
- S
- T
- U
- V
- W
- X
- Y
- Z

### J
- Jacob de Cordemoy, bourgeois et échevins de Gros-Fays, officiers au service de l'Armée royale au XVIIIe siècle, Namurois puis Ile Bourbon[368],[369].
- Jacobé de Naurois, XVIIIe siècle, receveur au grenier à sel de Langres, Lorraine.
- Jacquin de Margerie, XVIIe siècle, receveur général des domaines et bois pour la généralité d'Amiens vers 1720, Champagne puis Picardie[370],[371].
- de Jaham et Jaham-Desrivaux, XVIIe siècle, premier capitaine de milice à la Martinique en 1650, Poitou puis la Martinique[372].
- Jan de La Gillardaie, XVIIIe siècle, notaire royal à Guer, procureur fiscal, avocat au Parlement de Rennes, Bretagne[d 73].
- Jarnoüen de Villartay, XVIIe siècle, notaire royal, procureur du roi à Vitré, Bretagne[373].
- Jauffret, XVIIe siècle, consuls et bourgeois de La Roquebrussanne, Provence[374],[375].
- Jaurès, XVIIIe siècle, fabricants et négociants en laine à Dourgne et Castres, Pays Castrais[376],[377].
- Jevardat de Fombelle, XVIe siècle, notaire royal, avocat au parlement de Bretagne[190].
- de Joannis, XVIIe siècle, garde général de la Compagnie des Indes, capitaine de navire, cité à Brignoles vers 1650, Provence[378].
- Jochaud du Plessix, XVIIe siècle, notaire royal à Oudon, avocat au parlement de Bretagne, Bretagne[44].
- Johnston, XVIIIe siècle, négociants à Bordeaux dès 1743, Irlande puis Guyenne[379],[380].
- Join-Lambert, XVIIIe siècle, procureur fiscal à Elbeuf, Normandie[381].
- Jollan de Clerville, XVIIe siècle, notaire royal, Guérande, Bretagne[d 74].
- de Jorna, XVIe siècle, docteurs en droit et avocats au parlement d'Aix dès 1540, major-général de la Martinique en 1690, Provence puis Martinique[382],[383],[384].
- Joubert des Ouches, XVIIe siècle, capitaines de navire à Noirmoutier, Bretagne[385],[386],[387].
- Joüon des Longrais, XVIIe siècle, bourgeois, notaire royal, procureur fiscal, sénéchal de Poligné, Bretagne[388].
- Jourdan de La Passardière, XVIIe siècle, procureurs du Roi, corsaires et armateurs à Granville, Normandie[389],[390].
- de Jouvenel et de Jouvenel des Ursins, XVIIe siècle, notaire royal à Aubazines, avocat au parlement de Bordeaux, Limousin[d 75].
- Jouye de Grandmaison, marchands et négociants à Tours puis à la Martinique, Touraine puis Antilles[391].
- Juppin de Fondaumière, XVIIe siècle, notaire royal, capitaine des dragons, La Rochelle, Aunis[d 76].
- de Jussieu, XVe siècle, Lyonnais[392].

- Haut – A
- B
- C
- D
- E
- F
- G
- H
- I
- J
- K
- L
- M
- N
- O
- P
- Q
- R
- S
- T
- U
- V
- W
- X
- Y
- Z

### K
- Kemlin, XVIIIe siècle, négociant à Rambervillers, Lorraine[393].
- de Kernafflen de Kergos, XVIIe siècle, Bretagne[44],[d 77].
- de Kerros, XVIIIe siècle, échevin de Brest, Bretagne[44].
- Koechlin, XVIIIe siècle, industriels et manufacturiers, Mulhouse[394],[395],[396].

- Haut – A
- B
- C
- D
- E
- F
- G
- H
- I
- J
- K
- L
- M
- N
- O
- P
- Q
- R
- S
- T
- U
- V
- W
- X
- Y
- Z

### L
- Labiche, XVIe siècle, notaire royal, procureur fiscal, avocat en Parlement, Beauce[397].
- de Laborde de Monpezat, XVIIe siècle, propriétaires de fiefs nobles dès 1655 (noblesse non consensuelle), branche ainée devenue régnante au Danemark en 2024, Béarn[398].
- de Labouchère, XVIIe siècle, Gascogne[d 78].
- Lacan, XVIIIe siècle, notaire royal et procureur de la châtellenie de Clamecy, Nivernais[399].
- de Lacoste-Lareymondie, XVIIe siècle, avocats et seigneurs de La Raymondie en Nonards, Limousin[d 79].
- Lafargue de Grangeneuve, XVIIIe siècle, avocat au Parlement de Bordeaux, Guyenne[d 80].
- Lafond olim de la Font, XVIIe siècle, propriétaires, Forez puis Normandie[400].
- de La Fouchardière, XVIIe siècle, notaires et avocats, Poitou[190].
- de La Fournière, XVIe siècle, échevins de Châlons Champagne[401].
- de Lagrevol, XVe siècle, lieutenant du Roi au baillage de Montfaucon, Velay[402].
- de La Gorce, XVIIIe siècle, Flandre[403],[404].
- de La Gorgue de Rosny, XVIe siècle, bourgeois et échevins d'Abbeville dès 1532, Picardie puis Boulonnais[405],[406].
- Lair de La Motte, XVIe siècle, bourgeois et échevin de Mayenne, Maine.
- de La Haye-Jousselin, XVIIe siècle, Bretagne[44].
- Lalau-Kéraly, XVIIe siècle, Bretagne, avocat à la Cour de Rennes, procureur du roi à Quimperlé, sieur de Dezautté et de Kéraly.
- Lalive d'Épinay, XVIIIe siècle, Lyon et Paris[407].
- de Lambert des Granges, XVIIe siècle, Provence, Gironde.
- de La Poix de Fréminville, XVIIIe siècle, Bourgogne[d 81].
- de La Quintinie, XVIIe siècle, notaire royal à Chabanais, Angoumois[408],[409].
- de Lardemelle, XVIIIe siècle, Lorraine, Picardie[d 82].
- Laroche et Laroche-Joubert, XVIIe siècle, marchands, fabricants et maitres papetiers dès 1677, Angoumois[410],[411],[412].
- de La Touche ou Delatouche, XVIIe siècle, Bretagne puis Maine[d 83].
- de Lattre de Tassigny, XVIIe siècle, Picardie.
- Laurens de Waru, XVIIe siècle, avocat au présidial de Senlis en 1674, Senlis[d 84].
- Lawton, XVIIIe siècle, négociants en vins dès 1739 à Bordeaux, Irlande puis Guyenne[413].
- Le Barbier de Blignières, XVIIe siècle, Picardie[414],[d 85].
- Le Beschu de Champsavin, XVIe siècle, seigneurs de La Rallais dès 1547, Bretagne[415].
- Le Bescond de Coatpont, XVIIe siècle, Bretagne[44].
- Le Bourgeois, XVIIe siècle, négociants et armateurs à Dieppe, Normandie[416].
- Le Clerc de La Herverie, XVIIe siècle, Bretagne[44].
- Leclercq, XVIe siècle, manufacturiers et échevins de Roubaix, Flandre[417],[418].
- Le Coat de Kerveguen, XVIIe siècle, Bretagne, la Réunion[44].
- Le Coniac de La Longrays, branche aînée de la famille de Coniac, XVIe siècle, marchands et échevins de Quintin, Bretagne[419],[420].
- Le Conte, XVIIIe siècle, négociant en dentelles en 1783 à Plailly, Picardie[421].
- Le Coq de Kerland, XVIIIe siècle, Bretagne[44].
- Le Cour Grandmaison, XVIIIe siècle, Nantes[422].
- Lefebvre, XVIe siècle marchands peigneurs, bourgeois et échevins de Tourcoing, Flandre[423],[424],[425].
- Lefebvre des Noëttes, XVIIIe siècle, Normandie[d 86].
- Lefebvre du Preÿ, XVIIIe siècle, seigneur du Prey en 1751, fermier général de Cohem en 1768, Artois[426],[427].
- Le Gallic de Kerizouët, XVIIe siècle, notaire et greffier vers 1650, avocats et procureurs fiscaux de la baronnie de Rostrenen au XVIIIe siècle, Bretagne[428].
- Le Goazre, XVe siècle, Bretagne.
- Le Guillou de Penanros, XVIIe siècle, Bretagne[429].
- Le Herpeur (ou Leherpeur) olim Leherpeur des Moulins, XVIIe siècle, Normandie.
- de Leissègues, XVIIe siècle, bourgeois de Lesneven, Bretagne[430].
- Lejeune de Bellecour, XVIIIe siècle, Orléanais[431].
- Lemaigre du Breuil et Lemaigre-Dubreuil, XVIIe siècle, bourgeois de Champsanglard, Limousin[d 87].
- Le Minihy de La Villehervé, XVIIIe siècle, bourgeois de Saint-Brieuc, Bretagne[d 88].
- Le Moniès de Sagazan, XVIIe siècle, Languedoc puis Bretagne[432],[433].
- de Léobardy, propriétaires de la terre de Pierrefiche (Bessines), XVIe siècle, Limousin.
- Léon-Dufour, XVIIIe siècle, chirurgien militaire en 1709, docteur en médecine à Saint-Sever sous Louis XVI, Gascogne[237],[434].
- Le Poittevin de La Croix-Vaubois, Normandie, Agenais.
- Le Pomellec, XVIIe siècle, Bretagne[435].
- Leprince-Ringuet, olim Leprince, XVIIe siècle, bourgeois d'Orléans et de Laval, marchands commissionnaires en toiles au XVIIIe siècle, Orléanais, Maine et Ile-de-France[436],[437],[438].
- Le Proux de La Rivière, XVIIe siècle, Poitou[439].
- Le Roy Ladurie, XVIIIe siècle, Normandie[440].
- Leroy-Beaulieu, XVIe siècle, receveur du grenier à sel de Lisieux vers 1550, Normandie[441].
- de Le Rue ou Delerue, XVIe siècle, égards et maîtres de manufacture dès 1616, échevin de Roubaix en 1693, Flandre[442].
- Le Saulnier de Saint-Jouan, XVIe siècle, Bretagne[44].
- Leschallier de Lisle, XVIIe siècle, Poitou[443].
- Leschevin de Prévoisin olim Lesquevin, XVIIIe siècle, Bretagne[444].
- Lescure, XVIIe siècle, notaires royaux et marchands à Girac, Quercy[445].
- Lescuyer de Savignies, XVIIIe siècle, Beauvaisis.
- de Léséleuc de Kerouara, XVIe siècle, Finistère[44].
- de Lespinasse de Bournazel, XVIe siècle, Limousin[d 89].
- de Lesseps, XVIIe siècle, bourgeois et notaires royaux de Bayonne, Labourd[446].
- de Lestapis, XVIIe siècle, Béarn[447].
- Le Thierry d'Ennequin, XVIIe siècle, bourgeois de Lille, Flandre[448].
- Leurent, XVIIe siècle, bourgeois de Lens et de Lille, procureurs du Roi, Flandre[449].
- Lévêque de Vilmorin, XVIIIe siècle, Lorraine.
- Lévesque du Rostu, XVIIe siècle, Bretagne[44].
- L'Hotte, XVIIIe siècle, Lorraine[450] ,[451].
- Lochet, XVIIe siècle, Épernay, Champagne.
- Loiseleur des Longchamps et -des Longchamps Deville, XVIe siècle, Thymerais[452].
- Lombard-Latune, XVIe siècle, marchands, bourgeois et consuls de Vercheny dès 1579, négociants et manufacturiers à Crest au XVIIIe siècle, Valentinois[453],[454],[455].
- de Loustal, XVIIIe siècle, Béarn et Guyenne[456].
- Loyzeau de Grandmaison, XVIIe siècle, Poitou[457].
- Lunet de La Malène et Lunet de Lajonquière, XVIIe siècle, Guyenne[93].
- Luquet de Saint-Germain, XVIIe siècle, Nivernais[d 90].
- de Lussy, XVIe siècle, docteurs en droit et avocats, fermiers du domaine de Maubourguet dès 1625, propriétaires de fiefs nobles au XVIIIe siècle, branche cadette de la famille de Lucy de Fossarieu, Armagnac puis Bigorre[d 90],[458].
- de Luze, XVIIe siècle, marchands et bourgeois de Neuchâtel en 1691, Saintonge, Suisse et Guyenne[459],[460],[461].

- Haut – A
- B
- C
- D
- E
- F
- G
- H
- I
- J
- K
- L
- M
- N
- O
- P
- Q
- R
- S
- T
- U
- V
- W
- X
- Y
- Z

### M
- Mabille de Poncheville, XVIe siècle, bailli et receveur de la commanderie de Fieffes vers 1620, bourgeois et échevin d'Arras, député aux Etats d'Artois en 1691, Artois[462].
- Macé de Lépinay, XVIIIe siècle, Bretagne[44].
- Machet de la Martinière, XVIIe siècle, Poitou[d 91].
- Madelin, XVIe siècle, Savoie et Lorraine.
- Magnier de Maisonneuve, XVIIe siècle, Champagne[d 91].
- Mahé de La Villeglé, XVIIe siècle, Bretagne[44].
- Maillard de La Morandais, XVIIe siècle, Bretagne[44].
- Maingard, XVIIe siècle, capitaines de navire et bourgeois de Saint-Malo, Bretagne[463].
- Mallet, XVIe siècle, marchands drapiers et bourgeois de Rouen puis de Genève, banquiers à Paris dès 1713, Normandie, Suisse puis Paris[464],[465],[466].
- (de) Malevergne, Malevergne de Lafaye, XVe siècle, Limousin.
- Mame, XVIIIe siècle, imprimeur du Roi en 1787 à Angers, Comtat Venaissin, Anjou puis Touraine[467].
- Marcetteau de Brem, XVIIe siècle, Vendée[468].
- Marchegay, XVIe siècle, avocats en Parlement, seigneurs de l'Eslinière, Poitou[469].
- Marcotte de Quivières et de Sainte-Marie, XVIe siècle, prévôt royal de Roye, Picardie[d 92].
- Martin d'Auray, XVIIIe siècle, bourgeois de Caen, Normandie puis Bretagne[470].
- Martin de Beaucé, XVIIe siècle, Maine[d 93].
- Martin de Boulancy d'Escayrac-Lauture, XVIIe siècle, Picardie[93],[471].
- Martin d'Escrienne, XVIIIe siècle, Champagne[d 93].
- Martin du Gard, XVIIIe siècle, bourgeois d'Isserpent vers 1700, Bourbonnais[d 94].
- de Mascarel de La Corbière, XVIIe siècle, gendarme de la Reine en 1660-1669, établis à Saint-Berthevin-la-Tannière puis Châtellerault,, Maine puis Poitou[472].
- de Mas Latrie, XVIIe siècle, avocat au Parlement de Toulouse, une branche de noblesse pontificale depuis 1875, Languedoc[d 95].
- Massiet du Biest, XVIIe siècle, Flandre[d 96].
- Massoc, XVIIe siècle, avocat au parlement de Toulouse, Languedoc[473].
- Mathieu-Saint-Laurent, XVIIe siècle, Lorraine[474].
- Masurel, XVIe siècle, marchands peigneurs à Roubaix, Flandre[475].
- Maucherat de Longpré et Maucherat, XVIIe siècle, marchand tapissier en 1725 à Paris, officiers des fermes et de l'Armée Royale, Poitou puis Ile-de-France[476],[477].
- Maufras du Châtellier, XVIIIe siècle, Normandie[478].
- Maujoüan du Gasset, XVIIe siècle, Bretagne[479].
- de Maulde-La Clavière, XVIIIe siècle, Angoumois[d 97].
- Mauricheau-Beaupré, XVIIIe siècle, marchand faïencier et bourgeois de Poitiers en 1777, en voie d'extinction féminine, Poitou[480].
- Mayaud, XVIe siècle, juge-sénéchal de Chauvigny en 1589, Poitou et Anjou[481],[482].
- Mendès-France, XVIIe siècle, marchand de draps, Bordeaux[483].
- Merle d'Aubigné, XVIIe siècle, marchand teinturier à Nîmes, Languedoc puis Genève[d 98],[484].
- Merlin, XVIIIe siècle, avocat au Parlement de Metz en 1788, Lorraine[485],[486],[487].
- Merveilleux du Vignaux, XVIIe siècle, Saintonge[488].
- du Mesnil du Buisson, XVIIe siècle, marchands tanneurs à La Lande-Patry vers 1650, maîtres de forges au XVIIIe siècle, de noblesse toscane depuis 1847, Normandie[489],[490].
- Metzler de Bethmann, XVIIIe siècle, négociants à Bordeaux dès 1735, Francfort-sur-le-Main puis Guyenne[491],[492],[493].
- Michelin, XVIe siècle, marchands tanneurs, bourgeois de Troyes et de Paris, Champagne[494].
- Michon, XVIIe siècle, maîtres chirurgiens à Montcenis, Bourgogne[495].
- Mieg de Boofzheim, XVIe siècle, bourgeois de Mulhouse, Alsace[496].
- de Mijolla, XVIe siècle, seigneurs de Meyssignac et du Crouzet dès avant 1534, Velay[497],[498],[499],[500].
- Milleret de Brou, XVIe siècle, capitaine de cavalerie en 1550, Picardie, Lorraine[501].
- Millin de Grandmaison, XVIIe siècle, Nivernais[d 99].
- Millon de La Verteville et Millon, XVIe siècle, receveurs seigneuriaux, marchands, chirurgiens et avocats à Montdidier, officiers dans l'Armée royale dès le XVIIe siècle, Picardie[502],[503],[504].
- Mimerel, XVIIe siècle, échevin, consul et maire d'Amiens, Picardie[505].
- Mirabaud, XVIe siècle, syndic, consul et bailli d'Aigues-Vives, banquiers à Genève et Paris à partir du XVIIIe siècle, Languedoc[506].
- Miron de L'Espinay, XVIe siècle, prévôt des maréchaux en 1586, marchands et bourgeois d'Orléans au XVIIe siècle, seigneurs de de Pontleroy et de l'Espinay au XVIIIe siècle, Catalogne, Orléanais[507].
- Monjaret de Kerjégu, XVIIe siècle, Bretagne[44].
- Monod, bourgeois de Vullierens en 1587, chirurgien aux armées françaises en 1695, bourgeois de Genève en 1703, une branche installée à Paris en 1808, Savoie, Suisse puis Paris[508],[509],[510].
- Montané de La Roque, XVIIIe siècle, Gascogne[d 100].
- de Montety, XVIIe siècle, notaires, bourgeois et coseigneurs de Saint-Georges-de-Luzençon, Rouergue[511].
- de Montigny, XVIIe siècle, Berry[d 101].
- de Monzie, olim Monzie de Lasserre, XVIIe siècle, notaire royal, sieur de Lasserre, Périgord[d 102].
- Morel d'Arleux, XVIIIe siècle, bourgeois d'Abbeville, Picardie[d 103].
- Morel, Morel-Journel, XVIIIe siècle, négociants et industriels de la soie, Lyonnais[512],[513].
- Morel-Fatio , XVIe siècle, bourgeois de Vevey, châtelains et justiciers de Glérolles au XVIIIe siècle, banquiers à Rouen puis Paris dès 1813, Canton de Vaud, Normandie puis Paris[514],[515].
- Morin, XVIIe siècle, marchands drapiers et manufacturiers à Dieulefit dès 1609, Valentinois[516].
- Mosneron-Dupin, XVIIe siècle, capitaines de navire, armateurs et négociants à Nantes au XVIIIe siècle, Bretagne[517].
- Motais de Narbonne, XVIIIe siècle, receveur général des finances de Bretagne, commissaire de la marine à Brest en 1763, intendant des îles de France et de Bourbon en 1785, Bretagne puis Ile Bourbon[44],[518].
- Motte, XVIIIe siècle, marchands fabricants et bourgeois de Roubaix, Flandre[519],[520].
- Mottet, Mottet de La Fontaine, XVIIe siècle, avocat et procureur au parlement de Provence, Provence[521].
- de Moulins d'Amieu de Beaufort, XVIIIe siècle, marchands, Ile-de-France.
- Mulliez, XVIIIe siècle, censiers et échevins de Roubaix, Flandre[522],[523].
- (de) Muret, XVIe siècle, Limousin.
- Muret de Bort, XVIIe siècle, bourgeois et marchands de Limoges, sieur de Bort, Limousin.
- Muret de Pagnac, XVIIe siècle, consuls de Limoges, seigneurs de Pagnac, Limousin[d 104].

### N
- Nairac, XVIIIe siècle, négociants et armateurs à Bordeaux, Guyenne[524].
- de Nantes, XVIe siècle, Dauphiné[525].
- Niel, XVIIe siècle, coseigneur de Goyrans en 1689, Languedoc[526].
- Noël du Payrat, XVIIe siècle, consul de Thiviers, Périgord.
- Nouvel de La Flèche, XVIIe siècle, bourgeois de Rennes, sénéchaux de Lesneven au XVIIIe siècle, Bretagne[527],[528].
- de Nussac, XVIIIe siècle, Limousin[d 105].

- Haut – A
- B
- C
- D
- E
- F
- G
- H
- I
- J
- K
- L
- M
- N
- O
- P
- Q
- R
- S
- T
- U
- V
- W
- X
- Y
- Z

### O
- d'Ocagne, XVIIIe siècle, bourgeois de Paris, Normandie[d 105].
- Ollitrault de Keryvallan, XVIIe siècle, Bretagne.
- Olphe-Galliard, XVe siècle, bourgeoisie d’office, Dauphiné[529].
- Ordinaire, XVIIIe siècle, avocats au Parlement de Besançon, Franche-Comté[530],[531].
- Orsel des Sagets, XVIIe siècle, Dauphiné[532],[N 2].
- Ozanam, XVIIe siècle, receveurs du comté de Bouligneux, notaire royal en 1755, châtelain royal et capitaine de Chalamont en 1762, Dombes[533],[534].

- Haut – A
- B
- C
- D
- E
- F
- G
- H
- I
- J
- K
- L
- M
- N
- O
- P
- Q
- R
- S
- T
- U
- V
- W
- X
- Y
- Z

### P
- de Palmas, XVIIe siècle, directeur de l'Hôtel des monnaies de Lyon puis d'Aix-en-Provence, Normandie, Provence puis Ile Bourbon[535],[536],[d 106].
- de Panafieu, XVIIe siècle, consul de Saint-Chély-d'Apcher en 1617, Gévaudan[537],[d 107].
- Pâris de Bollardière, XVIe siècle, Dauphiné[538],[N 3].
- Pastré, XVIIe siècle, négociants en laine, banquiers et armateurs au XIXe siècle, une branche de noblesse pontificale depuis 1898, Albigeois puis Marseille[539],[540].
- Patureau de Mirand, XVIe siècle, fermiers généraux de l'abbaye de Saint-Gildas de Châteauroux, Berry[541],[542].
- Payen, XVIIIe siècle, marchands de soie à Paris et Lyon, Ile-de-France puis Lyonnais[543].
- Pellerin de La Vergne, XVIIIe siècle, marchands à Nantes, avocat au parlement en 1772, Bretagne[544].
- Pelletier et Pelletier Doisy[545],[546], XVIIIe siècle, Berry.
- Pelletier de Chambure, XVIe siècle, Bourgogne[d 108].
- Pénin de La Raudière, XVIIe siècle, Poitou[547],[d 109].
- Périchou de Kerversau, XVIIe siècle, Bretagne[548].
- de Perier, XVIe siècle, Normandie[549].
- Pérouse de Montclos, XVIIe siècle, Dauphiné[550].
- Picard-Destelan et Picard d'Estelan, XVIIe siècle, procureur du présidial de Quimper, Bretagne[551].
- Pierrot Deseilligny, XVIIIe siècle, avocat au Parlement de Metz en 1781, Lorraine[552],[553].
- Pinet de Borde des Forest, XVIIIe siècle, officiers dans l'Armée royale, Nivernais[d 110].
- Piquet, XVIIe siècle, notaires royaux de Verjon et bourgeois de Bourg, Bresse[554].
- de Place, XVIIIe siècle, marchands épiciers et négociants à Roanne, une branche de noblesse pontificale en 1891, Bourgogne puis Forez[555],[556].
- Ploix et Ploix de Rotrou[557], XVIIIe siècle, Champagne.
- Pocard du Cosquer de Kerviler, XVIIe siècle, Bretagne[44].
- Poincaré, XVIIe siècle, marchands et magistrats, bourgeois de Neufchâteau et d'Epinal, Lorraine[558].
- Poirson, XVIIIe siècle, Lorraine.
- Pollet, XVIIe siècle, censiers, lieutenant de justice et bailli de Bourghelles, puis industriels à Roubaix, Flandre[559].
- de Ponton d'Amécourt, XVIIIe siècle, Perthois, Champagne[560].
- Porteu de La Morandière, XVIIe siècle, Bretagne[44].
- Potiron de Boisfleury, XVIIe siècle, sénéchal de la baronnie de Lohéac en 1659, avocats en Parlement, Bretagne[561],[562].
- Poulain d'Andecy, XVIIe siècle, fermiers généraux de l'abbaye d'Élan et maîtres des forges de Boutancourt, Lorraine[563],[564],[565].
- de Pourtalès, XVIIe siècle, marchands drapiers à Lasalle, négociants et bourgois de Neuchâtel, banquiers à Naples et Paris, de noblesse prussienne depuis 1750, Languedoc[566],[567].
- Pradon Vallancy, XVIe siècle, bailli de Pionsat vers 1690, avocats au parlement et seigneurs de Vallancy au XVIIIe siècle, Auvergne[568],[569],[570],[571].
- Prévôt Leygonie, XVIIe siècle, marchands et bourgeois de Bergerac, seigneurs de Leygonie dès 1702, Périgord[572],[573].
- Prigent de Kerallain, XVIIe siècle, sénéchal de La Haye en Plouaret vers 1700, Bretagne[574].
- Privat de Garilhe, XVIe siècle, Vivarais[d 111].
- Provost de la Fardinière et Provost-Fleury, XVIe siècle, Normandie[575],[576].
- Prouvost, XVIIIe siècle, industriels du textile, Roubaix, Flandre[577].
- Proyart de Baillescourt, XVIIe siècle, censiers et lieutenants de Baillescourt et d'Ervillers, de noblesse pontificale depuis 1897, Artois[578].
- Putz, XVIIIe siècle, négociants à Thionville, Lorraine[579],[580].
- Puvis de Chavannes, XVIIe siècle, bourgeois de Cuiseaux, Bourgogne[d 112].

### Q
- Haut – A
- B
- C
- D
- E
- F
- G
- H
- I
- J
- K
- L
- M
- N
- O
- P
- Q
- R
- S
- T
- U
- V
- W
- X
- Y
- Z

### R
- Ract-Madoux, XVIIe siècle, Savoie[581],[582].
- de Rambaud, XVIIe siècle, Provence[583],[584].
- Rang des Adrets, XVIIIe siècle, Vivarais[d 113].
- de Rauglaudre, XVIIe siècle, Côte-d'Or.
- Réal del Sarte, XVIIe siècle, Cambrésis[d 114].
- Récamier, XVIIe siècle, juges-châtelains et notaires royaux de Rochefort, médecins et banquiers à Lyon et Paris, Bugey, Lyonnais puis Paris[585],[586].
- Regnault de Savigny de Montcorps, XVIIIe siècle, Berry[d 115].
- Renaud, XVIIe siècle, admodiateurs et fermiers seigneuriaux, greffier de la baronnie de Sully vers 1680, Bourgogne[587].
- Rendu et Ambroise-Rendu, XVIIIe siècle, notaire royal à Clermont-en-Beauvaisis vers 1730, Picardie[588],[589].
- Reverchon, XVIIIe siècle, Lyonnais.
- Riboud, XVIIIe siècle, maîtres guimpiers, marchands-fabricants dès 1779, puis négociants en soierie à Lyon au XIXe siècle, Lyonnais[590].
- Richard, Richard-Vitton, Richard du Montellier, XVIe siècle, notaire royal, greffier du baillage, député du tiers état en 1789, Lyonnais[d 116].
- Rigoine de Fougerolles, XVIIe siècle, marchands et chirurgiens à Meulson et Lucenay-le-Duc, Bourgogne[591].
- Rioufol, XVIe siècle, notaires royaux de Gluiras, Vivarais[592].
- Robert de Massy, XVIIIe siècle, bailli de Saint-Mesmin, Orléanais[d 77].
- Robiou du Pont, XVIIe siècle, Bretagne[d 117].
- Roborel de Climens, XVIIe siècle, bourgeois, avocats au Parlement et jurats de Bordeaux, Guyenne[593].
- Rochereau de La Sablière, XVIIIe siècle, marchands, greffier à Bazas en 1772, Guyenne[594],[d 118],[595].
- de Rodat, XVIe siècle, seigneurs de Druelle dès 1580, magistrats et officiers dans l'Armée royale, trésorier de France en 1770, Rouergue[596],[597].
- Rodrigues-Henriques, XVIIIe siècle, banquiers en 1784, Bordeaux[598].
- Rohault de Fleury, maïeurs d'Abbeville, XVIe siècle, Picardie[599].
- Roland-Gosselin, XVIe siècle, bourgeois de Rouen, Normandie[600].
- Rolland, XVIIe siècle, notaires royaux à Moissy-Moulinot et Monceaux-le-Comte, Nivernais[601],[602].
- Rostand, XVIIIe siècle, Marseille, Provence[603].
- de Rostolan, XVIIIe siècle, Provence.
- Roucher, XVIIIe siècle, Languedoc[604].
- Rougane de Chanteloup, XVIIe siècle, Bourbonnais[605].
- Roulleaux-Dugage, XVIe siècle, Normandie[606].
- Royer de Véricourt, XVIIIe siècle, Normandie[607],[608].
- Roze, XVIIe siècle, fabricants et négociants en soierie à Tours dès 1660, Touraine[609].
- Ruaulx de La Tribonnière, XVIIe siècle, Bretagne[610].
- Ruellan, XVIIe siècle, bourgeois de Moncontour en 1666, Bretagne[611].
- de Ruffray, XVIIIe siècle, négociant et receveur général des aides à Rochefort, Aunis puis Périgord[612],[d 119].

- Haut – A
- B
- C
- D
- E
- F
- G
- H
- I
- J
- K
- L
- M
- N
- O
- P
- Q
- R
- S
- T
- U
- V
- W
- X
- Y
- Z

### S
- Saclier, Saclier de La Bâtie, XVIIe siècle, Bourgogne[613],[614].
- Saint-Raymond, XVIIIe siècle, négociants en grains à Toulouse, Toulousain[615],[616].
- Saléon-Terras, XVIIe siècle, notaire royal à Le Cheylard, avocat au parlement de Toulouse (1776), Vivarais[617][réf. nécessaire].
- Salleron, XVIIe siècle, admodiateurs seigneuriaux, procureurs au baillage de Vitry-le-François, marchands corroyeurs et bourgeois de Paris au XVIIIe siècle, Champagne[618],[619],[620].
- Sarrauste de Menthière, XVe siècle, consuls d'Aurillac en 1593 et 1747, Auvergne[d 120].
- Sarrebourse de La Guillonnière et d'Audeville, XVIe siècle, bourgeois et marchands d'Orléans, échevins et consuls de Nantes au XVIIIe siècle pour la branche d'Audeville, Orléanais et Bretagne[621].
- Sarton du Jonchay, XVIIIe siècle, trésorier général de France à Lyon en 1782, Flandre puis Beaujolais[622],[623].
- de Saulces de Freycinet, XVIe siècle, Dauphiné[624].
- Sauvage de Brantes, XVIIIe siècle, marchands merciers et bourgeois de Paris, Île-de-France[d 121],[625].
- Savary de Beauregard, XVIIe siècle, maires perpétuels de Fontenay-le-Comte, sénéchal du baillage du Bas-Poitou en 1775, une branche de noblesse pontificale depuis 1882, Poitou[626].
- Savatier, XVIIIe siècle, procureur à la Sénéchaussée royale de Châtellerault, Poitou.
- Savoye de Puineuf, XVIe siècle, avocat en Parlement, Dauphiné puis Bretagne[d 122].
- Say, XVIIe siècle, marchands drapiers, bourgeois de Nîmes et de Genève, négociants et banquiers à Lyon puis Paris, Languedoc, Genève puis Lyon[627],[628],[629],[630].
- Scalbert, XVIIe siècle, marchands peigneurs et bourgeois de Lille, Flandre[631].
- Schlumberger, XVIe siècle, marchands et bourgeois de Mulhouse, Alsace[632],[633],[634],[635],[636].
- Schneider, XVIIIe siècle, maître huilier et bourgeois de Dieuze vers 1750, notaire royal dès 1779, maîtres de forges au XIXe siècle, Lorraine puis Bourgogne[637],[638].
- Scrive, XVe siècle, bourgeois de Lille, Flandre[639].
- Seillière, XVIIIe siècle, négociants en laine à Saint-Mihiel, garde de la porte du Comte de Provence en 1786, de noblesse pontificale depuis 1885, Lorraine[640],[641],[642].
- Sévène, XVIIIe siècle, bourgeois de Quimper, Bretagne[643],[d 123].
- Seydoux, XVIIe siècle, Paris[réf. nécessaire].
- de Sèze, XVIIe siècle, jurats, maire de Saint-Emilion en 1625, Guyenne[d 124].
- de Sonis, XVIIIe siècle, maître écrivain juré de Libourne, Guyenne[644].
- de Soye, XVIIIe siècle, Flandre.
- Stérin, XVIIe siècle, fermiers et baillis seigneuriaux, un abbé de Saint-Augustin-lès-Thérouanne en 1732, Artois[645].
- Stourm, XVIIIe siècle, avocats au parlement de Metz dès 1713, Lorraine[646].
- Surcouf, XVIIe siècle, armateurs, corsaires et bourgeois de Saint-Malo, Bretagne[647],[648],[649],[650].
- de Surmont et Desurmont, XVIe siècle, bourgeois de Tournai, de Lille et de Tourcoing, Flandre[651].

- Haut – A
- B
- C
- D
- E
- F
- G
- H
- I
- J
- K
- L
- M
- N
- O
- P
- Q
- R
- S
- T
- U
- V
- W
- X
- Y
- Z

### T
- Tardif, XVIe siècle, notaire royal en 1610, Limousin[652].
- Tardieu, XVIIe siècle, marchands chaudronniers et bourgeois de Paris, graveurs et membres de l'Académie de peinture au XVIIIe siècle, Île-de-France[653],[654].
- de Tarlé, XVIIe siècle, docteurs en médecine, bourgeois et échevin de Senlis, Île-de-France[655],[656].
- de Teilhet de Lamothe, Dutheillet de Lamothe et Dutheillet Lamonthézie, XVIIe siècle, greffier en 1603 (pour la branche de Lamonthézie), juge en 1630 (pour la branche de Lamothe) et bourgeois de Pompadour, Limousin[657],[658].
- Tenaille, Tenaille de Vaulabelle et Tenaille d'Estais, XVIIe siècle, procureurs à Mailly-la-Ville puis marchands de bois et bourgeois de Clamecy, Nivernais[659].
- Teisseire, XVIIIe siècle, Provence, Dauphiné[660].
- Tézenas du Montcel, XVIe siècle, Saint-Étienne, Forez[d 125],[661].
- Thellier de Poncheville, XVIIe siècle, subdélégué de l'intendant d'Artois à Saint-Pol vers 1690, Artois[462].
- Thierry d'Argenlieu, XVIIe siècle, Picardie[d 126],[N 4].
- Thiriez, bourgeois du  Bonhomme en 1632, prévôt du Val d'Orbey en 1701, Lorraine puis Flandre[662],[663].
- Thomas de Closmadeuc, XVIIe siècle, Bretagne[664].
- Thomas de La Pintière, XVIIe siècle, Bretagne[665].
- Thonnard du Temple, XVIIIe siècle, notaire royal à Saint-Léger-de-Montbrillais, Poitou[d 127].
- Thouéry, XVIe siècle, Moyrazès, Rouergue.
- Tiberghien, XVIIe siècle, échevins de Tourcoing en 1656 et 1781-1784, Flandre[666],[667].
- Tillionbois de Valleuil, XVIIIe siècle, inspecteur général des chasses royales, Beauce[d 128].
- Toscan du Plantier, XVIIIe siècle, notaire royal, Dauphiné[529].
- Tourangin, XVIIIe siècle, marchands et bourgeois d'Issoudun, Berry[668],[669].
- Tournyol du Clos, XVIe siècle, bourgeois fieffés de Guéret, Marche[670],[671].
- Toussaint de Quièvrecourt, XVIIIe siècle, procureur du baillage de Neufchâtel-en-Bray en 1776, Normandie[672].
- Touvet, XVIIIe siècle, tanneurs, médecins et bourgeois de Belfort, Franche-Comté[673],[674].
- Touzet du Vigier, XVIIIe siècle, notaire royal et procureur général au Parlement de Bordeaux, Guyenne[d 129].
- Treich, Treich des Farges, Treich-Laplène, XVIIe siècle, bourgeois de Meymac, notaire royal, Limousin[675].
- de Trentinian, XVIIIe siècle, capitaine de cavalerie sous Louis XVI, négociant et armateur, Languedoc[d 130].
- Trolley de Prévaux, XVIIe siècle, Normandie[676].
- Trubert, XVIIe siècle, marchands épiciers et bourgeois de Paris, notaire au Châtelet sous Louis XVI, Île-de-France[677],[678].
- Tyrbas de Chamberet, XVIIe siècle, notaire royal, Limousin[679].

- Haut – A
- B
- C
- D
- E
- F
- G
- H
- I
- J
- K
- L
- M
- N
- O
- P
- Q
- R
- S
- T
- U
- V
- W
- X
- Y
- Z

### V
- Vallery-Radot, notaire royal, XVIe siècle, Nivernais[680].
- de Valmalète, XVIIe siècle, receveur des domaines du Roy à Albi, capitoul de Toulouse en 1748, 1752 et 1756, en voie d'extinction féminine, Gévaudan[d 131].
- Verchère de Reffye[681], XVIIe siècle, docteurs en médecine à Marcigny, avocats en parlement, député du Tiers-État aux Etats généraux de 1789, Bourgogne[682],[683],[684].
- Verdelhan des Molles, XVIIe siècle, avocats au Parlement de Toulouse, Gévaudan[685],[d 132].
- Vernes, XVIIe siècle, marchands, bourgeois de Genève en 1722, banquiers à Lyon et Paris dès 1780, Vivarais[686],[687],[688],[689].
- Veyron La Croix, XVe siècle, Dauphiné[d 133].
- de Vial, XVIIe siècle, notaires et couteliers à Chambon, Forez[690].
- Vigneron de Breteuil, Vigneron d'Heucqueville, XVIIe siècle, lieutenant-général au baillage de Beauvais, Île-de-France[d 134].
- Villatte de Peufeilhoux, Villatte des Prûgnes, XVIIIe siècle, Bourbonnais[691].
- Villeroy de Galhau, XVIIIe siècle, Lorraine[692],[693].
- Viot, XVIIe siècle, fabricants et négociants en soierie à Tours, armateurs à Nantes, Touraine[694],[695].
- Virnot, XVIIe siècle, bourgeois de Lille, Flandre[696],[697].
- de Volontat, XVIe siècle, Languedoc[d 135].

- Haut – A
- B
- C
- D
- E
- F
- G
- H
- I
- J
- K
- L
- M
- N
- O
- P
- Q
- R
- S
- T
- U
- V
- W
- X
- Y
- Z

### W
- de Watrigant, XVIIIe siècle, capitaine de chasseurs, Flandre, Alsace[698].
- Waldruche de Montremy, XVIIIe siècle, maître-conseiller médecin du roi, Joinville, Champagne[d 136].
- Wibaux, XVIIIe siècle, censiers, échevin de Roubaix entre 1749 et 1762, Flandre[699].
- de Witt, XVIe siècle, capitaine de la garde bourgeoise en 1562, conseiller-directeur de la Compagnie des Indes orientales en 1702, bourgmestre et échevins d'Amsterdam au XVIIIe siècle, établis en France depuis 1787, Hollande puis Paris[700],[701],[702].
- Wittersheim, XVIIIe siècle, négociants et banquiers à Metz, imprimeurs-éditeurs au XIXe siècle, Alsace puis Lorraine[703].
- Worms de Romilly, XVIIIe siècle, marchands, fournisseurs des armées à Sarrelouis et banquiers à Metz sous Louis XV, Sarre puis Lorraine[704],[705],[706],[707].

- Haut – A
- B
- C
- D
- E
- F
- G
- H
- I
- J
- K
- L
- M
- N
- O
- P
- Q
- R
- S
- T
- U
- V
- W
- X
- Y
- Z

### Z
- Zuber, XVIe siècle, maîtres chirurgiens puis manufacturiers à Mulhouse, Alsace[708],[709].

## Critères d'éligibilité
Pour figurer sur cette liste, les familles doivent remplir les critères suivants :
- au moins un membre de la famille doit disposer d'un article sur Wikipédia où la filiation vers un ancêtre répondant au critère de notabilité ci-dessous est indiqué ;
- la famille doit satisfaire à l'une des fonctions mentionnées dans la section Critères de notabilité sous l'Ancien régime, établie par une source secondaire ;
- le lien vers la notice Wikipédia mentionné ci-dessus doit renvoyer en note vers l'une des sources bibliographiques figurant ci-dessous au titre d'une source secondaire.

## Critères de notabilité
La présence d'un membre de la famille dont les armes sont enregistrées dans l' Armorial général de France de 1696 est un indice de bourgeoisie sous l'Ancien Régime ainsi que mention d'un aïeul dans l' État de la France ou l' Almanach royal ou la présence d'un membre au sein d'une académie royale ou célèbre.
Les « familles d'ancienne bourgeoisie française », ou « familles françaises notables anciennes », se reconnaissent principalement par les charges ou fonctions occupées par leurs ascendants agnatiques avant 1789. Une étude de l'ouvrage d'André Delavenne Recueil généalogique de la bourgeoisie ancienne publié en 1954, permet un approche non exhaustive des professions et activités des chefs de famille. On peut notamment y trouver les professions, charges ou activités suivantes :
- Propriétaire foncier
  - Patron d'une chapelle ou d'une chapellenie, ou tombeau notable, dans une église urbaine
  - Bâtisseur ou propriétaire d'un hôtel urbain important
  - Propriétaire d'une terre noble (seigneurie) ou d'un château notable
  - Propriétaire terrien rentier outre-mer d'un domaine ou plantation
  - Propriétaire important d'un ou de plusieurs hauts fourneaux, de mines, de moulins à martinet ou de presse à papier, à huile, à foulon, de filatures, ou de manufactures notables.
- Charges de judicature royales
  - Avocat, procureur du roi,
  - Bailli de robe longue, sénéchal,
  - Notaire royal, notaire au Châtelet
  - Avocat, procureur, conseiller, président, lieutenant au Bailliage, Sénéchal, Siège présidial ou au Parlement,
  - Conseiller à la Cour des aides, des monnaies, à la Chambre des comptes
  - Officier ou juge d'une gruerie (Eaux et forêts)
- Charges de judicature seigneuriales ou municipales
  - Procureur fiscal
  - Notaire seigneurial
  - Viguier
  - Capitaine d'un château, colonel des milices d'un bourg
  - Fermier des recettes ou intendant d'une terre titrée, d'une abbaye
- Charges fiscales et financières royales
  - Fermier général
  - Receveur général des tailles, des capitations
  - Receveur général des dimes, des décimes
  - Receveur, officier au grenier à sel
  - Receveur, contrôleur des traites foraines, et autres droits de douane
  - Trésorier-payeur des rentes, des gages
  - Contrôleur, commissaire ordinaire des guerres
- Fonctions militaires
  - Officier dans l'armée, la marine, des Maréchaux
  - Commissaire aux revues
- Autres charges et fonctions royales
  - Intendant, subdélégué de l'intendant
  - Officier (serviteur) du roi, de la reine, des princes
  - Marchand suivant la cour
  - Architecte, ingénieur du roi, des bâtiments du roi
  - Libraire, imprimeur, géographe, historiographe du roi, garde de la bibliothèque du roi
  - Médecin du roi, des princes, des Pages ou des Gardes du corps du roi, ou plusieurs générations de médecins
- Charges électives
  - Député du Tiers-état aux États généraux de 1789
  - Maire d'une ville grande ou moyenne (équivalent d'une actuelle sous-préfecture)
  - Premiers échevins ou consuls d'une ville grande ou moyenne (idem)
- Fonctions commerciales et industrielles
  - Armateur de navires de commerce océanique
  - Banquier
  - Négociant (d'une surface significative)
  - Maitre verrier, de forges, directeur de manufacture royale
- Fonctions relevant du Clergé
  - Évêque (avoir eu un frère qui a été)
  - Abbé d'une abbaye, supérieure d'un couvent (avoir eu un frère qui a été)
  - Chanoine d'un chapitre notable (avoir eu un frère qui a été)
  - Notaire apostolique
  - Recteur d'université (avoir eu un frère qui a été)
  - Professeur agrégé dans une faculté de médecine ou des droits, docteur en Sorbonne

## Études diverses
Dans un Recueil généalogique de la bourgeoisie ancienne publié en 1954, André Delavenne a constitué une liste de familles de la bourgeoisie de son époque, qu'il jugeait suffisamment anciennes pour figurer dans son ouvrage. Contrairement à ce que peut laisser supposer le titre, il ne s'agit pas d'un inventaire à prétention exhaustive, mais d'un choix de quelques dizaines d'exemples, avec certaines familles dont l'ascension sociale ne remonte qu'au XIXe siècle.
En étudiant ces familles dans La Bourgeoisie selon le dictionnaire généalogique d'André Delavenne, Jacques Houdaille a remarqué qu'elles occupaient souvent avant la Révolution des professions et des positions similaires : « À la période ancienne, les maires et échevins sont nombreux ainsi que les officiers du roi. Les gens de loi (avocats, juges, huissier) maintiennent leur importance au cours des deux siècles et plus. Les industriels apparaissent au début du XIXe siècle et prennent de l'importance dans la seconde moitié. »
Dans son essai L'Ancienne bourgeoisie en France : Émergence et permanence d'un groupe social du XVIe siècle au XXe siècle, publié en 2013, Xavier Pérouse de Montclos fait l'hypothèse qu'un grand nombre des familles bourgeoises du XXe siècle ont une position établie depuis fort longtemps — et souvent maintenue depuis le XVIe siècle. Cet auteur ne propose cependant pas de liste des familles notables anciennes. Dans la préface, l'historien René Rémond définit ainsi cette ancienne bourgeoisie :

« Un groupe intermédiaire entre la noblesse d'origine et ce qu'on appellerait les classes moyennes, qui est constitué au XVe siècle ou au XVIe siècle. (…) Ces familles sont presque toutes des dynasties provinciales dont l'ascension s'est tout entière accomplie dans leur région d'origine à laquelle elles sont généralement restées fidèles : aujourd'hui encore leurs descendants y sont présents. (…) Ces familles plongent leurs racines dans l'Ancien Régime. (…) Elles ont su assurer sur quatre ou cinq cents ans la transmission de leur héritage matériel comme de leur patrimoine de conviction et de valeur.(…) Ces familles sont toujours restées fidèles à la religion et se sont adaptées à la modernisation sans renier leurs valeurs. »

Selon Xavier de Montclos, ces familles appartenaient sous l'Ancien Régime à la notabilité des villes et des campagnes. Elles acquirent à partir du XVIIe siècle des offices et des charges de judicature ou de finances puis des seigneuries, et certaines parvinrent à la noblesse, soit avant, soit après la Révolution au cours de laquelle beaucoup jouèrent un rôle majeur.

## Recueils de familles
L'Armorial général de France a recensé la plupart des individus nobles ou notables de France vers 1696 ; il existe des index pour l'ensemble et des éditions critiques des armoriaux régionaux.
Plusieurs ouvrages de sociologie familiale ont été publiés au milieu du XXe siècle, notamment le Dictionnaire des dynasties bourgeoises et du monde des affaires en 1975 par Henry Coston.
Quant aux ouvrages généraux, on mentionnera le Dictionnaire des familles françaises anciennes ou notables à la fin du XIXe siècle de Gustave Chaix d'Est-Ange, suivi d'une riche bibliographie citant de nombreux ouvrages régionaux ou spécialisés.
Aux XXe siècle et XXIe siècle on retrouve le nom de certaines familles de l'ancienne bourgeoisie dans des annuaires comme le Bottin mondain et dans les listes des membres de cercles à vocation élitiste.